# OpenStreetMap
OpenStreetMap (OSM) ist ein freies Projekt, das frei nutzbare Geodaten sammelt, strukturiert und für die Nutzung durch jedermann in einer Datenbank vorhält (Open Data). Diese Daten stehen unter einer freien Lizenz, der Open Database License. Kern des Projekts ist also eine offen zugängliche Datenbank aller beigetragenen Geoinformationen.
Aus diesen Daten können sowohl freie als auch kommerzielle Landkarten erstellt werden. Die auf der Projekt-Webseite gezeigten, rein aus eigenen Daten erstellten Karten sind Beispiele dafür. Die Daten können weiter kostenfrei in Druckerzeugnissen, auf Websites oder auch für Anwendungen wie Navigationssoftware sowie für Routenplaner genutzt werden, ohne durch restriktive Lizenzen beschränkt zu sein. Die OpenStreetMap-Lizenz legt fest, dass bei jeder Nutzung der Daten auf OSM als Datenquelle hingewiesen werden muss. Wer abgeänderte Datensätze verbreitet, muss sein Werk unter die gleiche Lizenz stellen.
Die offizielle Vertretung des Community-Projektes ist die OpenStreetMap-Foundation, die in Deutschland durch den FOSSGIS als „Local Chapter“ (etwa „Ortsverband“) repräsentiert wird. Der FOSSGIS sammelt Spenden, betreibt Dienste und behandelt rechtliche Fragen. In Österreich wird die OSMF von OpenStreetMap Austria repräsentiert, in der Schweiz von der Swiss OpenStreetMap Association.

## Geschichte

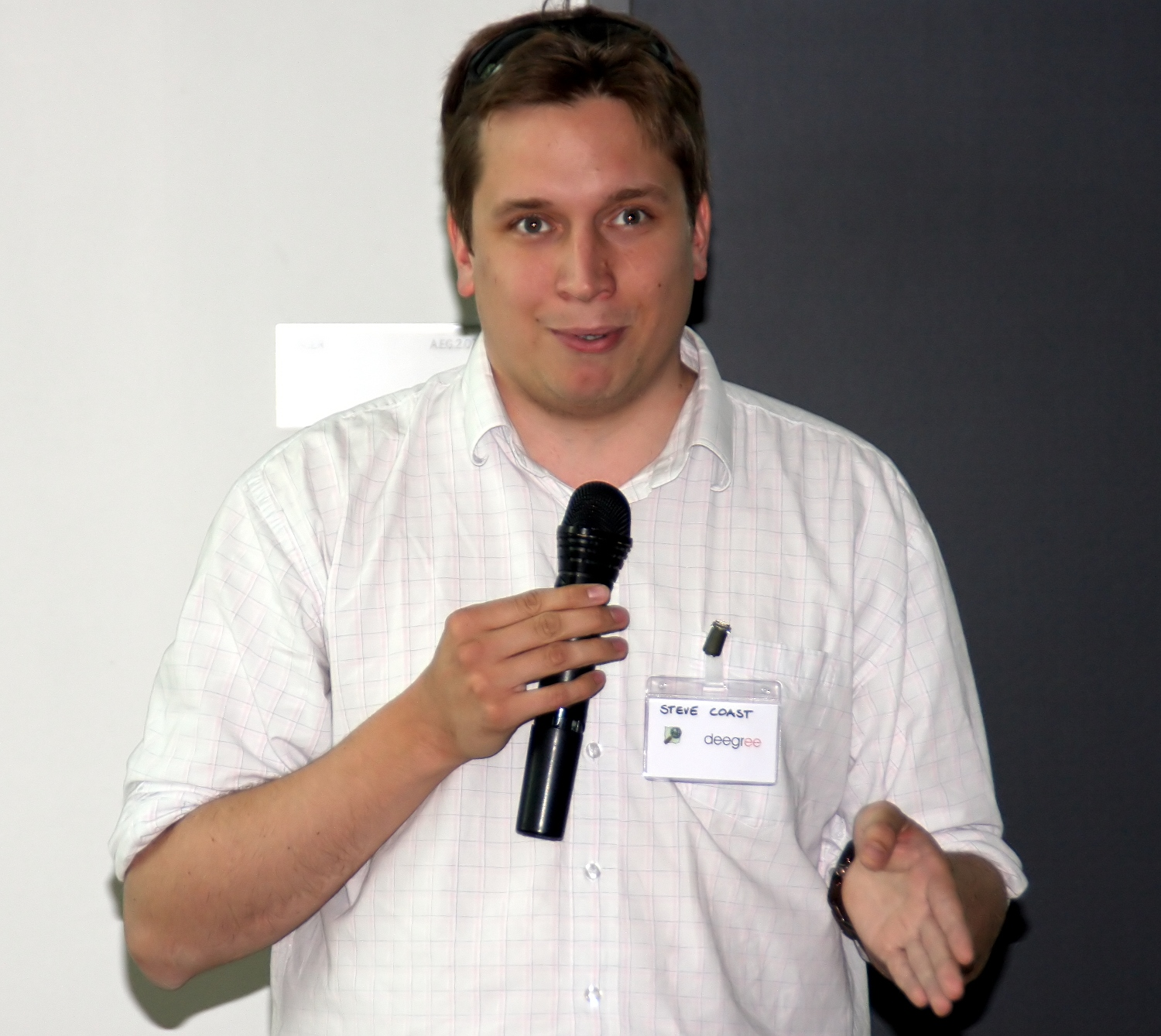
Steve Coast auf der Konferenz OSM im Rheinland, Mai 2009

Das OpenStreetMap-Projekt wurde im Juli 2004 in London von Steve Coast ins Leben gerufen. Als offizieller Geburtstag wird der 9. August desselben Jahres angesehen, an dem Coast die Domain openstreetmap.org registrierte. Am 11. Dezember wurde die erste Straße in die Datenbank eingetragen. Im März 2006 war die Infrastruktur so weit entwickelt, dass erste größere Gebiete erfasst werden konnten. Im Sommer desselben Jahres wurde mit Potlatch ein auf Adobe Flash basierender Editor in der Website integriert, die für viele Jahre der Standard-Editor für die Community bleiben sollte.
Im April 2006 wurde die OpenStreetMap Foundation gegründet. Sie sammelt Spenden und ist ein Gremium zur Entscheidungsfindung und Verantwortung für das Projekt. Die OpenStreetMap-Foundation ist eine internationale Non-Profit-Organisation mit Sitz in Cambridge, Vereinigtes Königreich, die als Company limited by guarantee registriert ist. Ihre Ziele sind das Erzeugen, Verteilen und Vergrößern eines geographischen Datenbestandes sowie dessen freies Bereitstellen zum allgemeinen Gebrauch.
2007 erlaubte Yahoo dem Projekt, Straßen und andere Objekte aus Luftbildern abzuzeichnen. Dies ermöglichte erstmals, Straßen und Wege einzutragen, ohne dafür auf selbst aufgezeichnete GPS-Tracks zurückgreifen zu müssen. Die Zusammenarbeit zwischen Yahoo und OSM endete 2011.
Im Januar 2008 wurde der Import der TIGER-Datenbank fertiggestellt (siehe auch Abschnitt Import). Die staatlich erfassten TIGER-Daten bieten eine Grundabdeckung der USA, die von den Benutzern weiter verbessert werden muss, da Flächen wie Sportplätze noch fehlen und die Daten teilweise veraltet sind.
Im Januar 2010 erstellten über 600 Freiwillige in OpenStreetMap eine grundlegende Karte von Haiti, um die Hilfskräfte nach dem verheerenden Erdbeben bei ihrer Arbeit zu unterstützen. Seitdem sammelt das Humanitarian OpenStreetMap Team (HOT) regelmäßig Kartendaten für Katastrophengebiete.
2012 fand eine Änderung der Lizenzierung statt. Bis dato fand eine Creative-Commons-Lizenz Anwendung. Im September 2012 war die Migration zur eigens für diesen Zweck geschaffenen Open Database License abgeschlossen.
OSM wurde mit dem FSF Award 2018 der Free Software Foundation ausgezeichnet.
2022 stellte die OpenStreetMap Foundation ihre erste Vollzeitkraft ein: Grant Slater wurde zum Site Reliability Engineer ernannt. Er hatte zu diesem Zeitpunkt bereits 15 Jahre in seiner Freizeit an der Wartung von Infrastruktur und Servern des Projektes gearbeitet.

### Nutzerzahlen
Im Juli 2006 waren rund 2.500 Benutzer registriert, die bis dato über neun Millionen Wegpunkte in die OpenStreetMap-Datenbank eingefügt hatten. Ein Jahr später hatte sich die Anzahl der Benutzer nahezu vervierfacht und die Datenmenge etwa verzehnfacht.
Im März 2009 hatten sich weltweit über 100.000 Benutzer registriert. Mitte Januar 2013 wurde gemeldet, dass die Marke von einer Million Benutzern überschritten wurde und sich damit die Benutzeranzahl im Laufe der letzten 14 Monate verdoppelte.
Im Dezember 2015 gab es 2,3 Millionen registrierte Benutzer, 4,9 Milliarden GPS-Punkte, 3,1 Milliarden Knoten, 210 Millionen Wege und 3,1 Millionen Relationen. Bis Anfang Mai 2021 wuchsen die Werte auf 7,5 Millionen registrierte Benutzer, 8,6 Milliarden GPS-Punkte, 6,9 Milliarden Knoten, 768 Millionen Wege und 8,9 Millionen Relationen an.
Im Januar 2023 waren 10 Millionen Nutzer registriert. Sie hatten zu diesem Zeitpunkt über 8 Milliarden Knoten, 914 Millionen Wege und 10 Millionen Relationen angelegt.

## Community
Gepflegt werden die Geodaten von den einzelnen Benutzern üblicherweise in Eigenregie: Lokales Wissen und im Feld gesammelte Daten werden mit einem passenden Bearbeitungswerkzeug eingetragen oder bereits vorliegende Daten ergänzt und verfeinert.
Bei sogenannten Mapping-Partys wird ein vorher festgelegtes Gebiet gemeinsam erfasst und in die Datenbank eingetragen. Dies erleichtert insbesondere Anfängern in noch dünn erfassten Regionen die Arbeit.
Wie in anderen Open-Source-Projekten finden in vielen Regionen regelmäßige Treffen statt.
2007 wurde eine jährliche OpenStreetMap-Konferenz ins Leben gerufen, State of the Map genannt, die inzwischen zahlreiche lokale Ableger gefunden hat, z. B. SotM-Latam, SotM-US, SotM-Japan und SotM-Scotland. Die OpenStreetMap hat einen eigenen Track auf der GIS-Konferenz FOSSGIS. Auf diesen Konferenzen kann auch lokalen Communities der Status einer offiziellen Lokalen Rechtspersönlichkeit (Local Chapter) verliehen werden, wodurch sie erweiterte Mitbestimmungsrechte an dem durch die Foundation streng hierarchisch organisierten Projekt erhalten. Im Jahr 2022 war das bei der österreichischen Community der Fall.
Eine Analyse aus dem Jahr 2015 ergab, dass zwei Drittel der Benutzer aus Europa kommen. Die meisten aktiven Benutzer stammen aus Deutschland, den USA, Frankreich, Russland, Großbritannien, Italien und Polen; die meisten Benutzer im Verhältnis zur Bevölkerungszahl hat Österreich.

## Einsatzgebiete
Die Website zeigt nur einen kleinen Teil der Möglichkeiten von OpenStreetMap. Die OpenStreetMap-Rohdaten stehen zum Herunterladen bereit und sind für die Entwicklung weiterer Anwendungen frei zugänglich. Auf den OpenStreetMap-Daten bauen daher zahlreiche weitere Dienste und Spezialanwendungen – sogenannte Mashups – auf. Eine umfassende Übersicht solcher Anwendungen findet sich im OpenStreetMap-Wiki.
Der Detaillierungsgrad der OSM-Daten ist regional stark unterschiedlich und hängt primär vom geleisteten Aufwand der dort tätigen Beitragenden ab. Die Detailtiefe des Systems an sich ist theoretisch unbegrenzt.

### Kartendarstellung

Kartenbeispiele
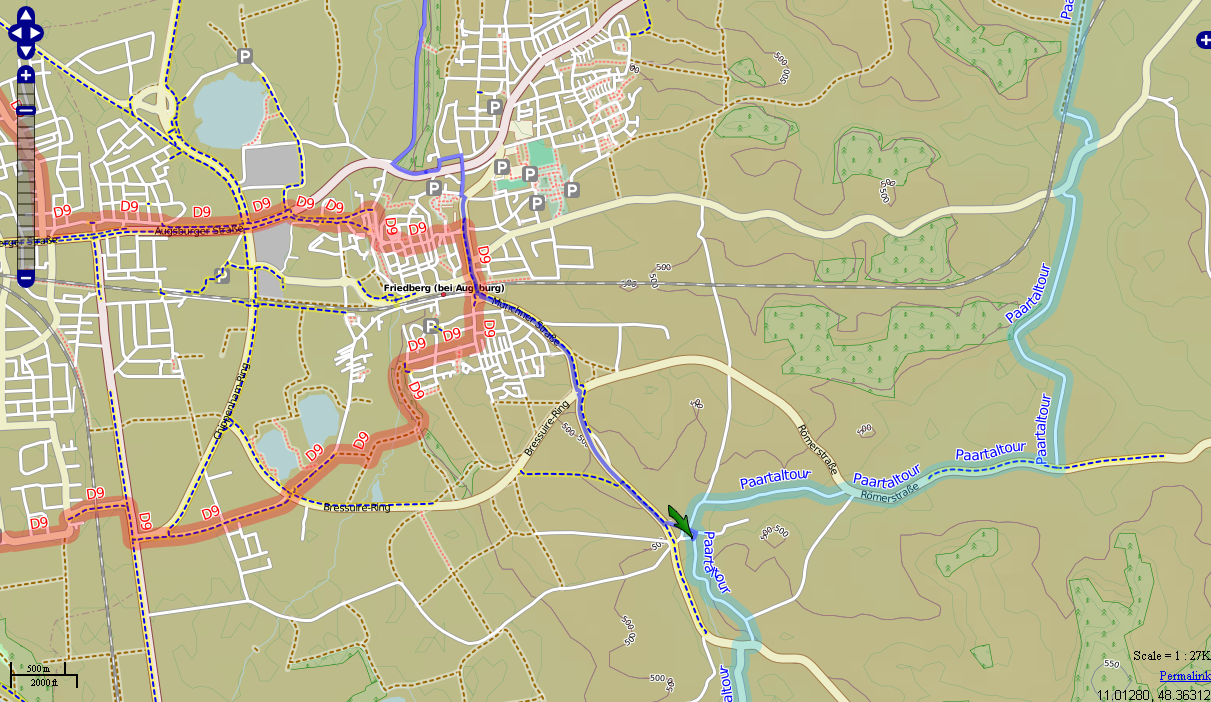
Fahrradkarte mit Radwegen/Radfernwegen, Höhenlinien und Routenberechnung (OpenRouteService.org)
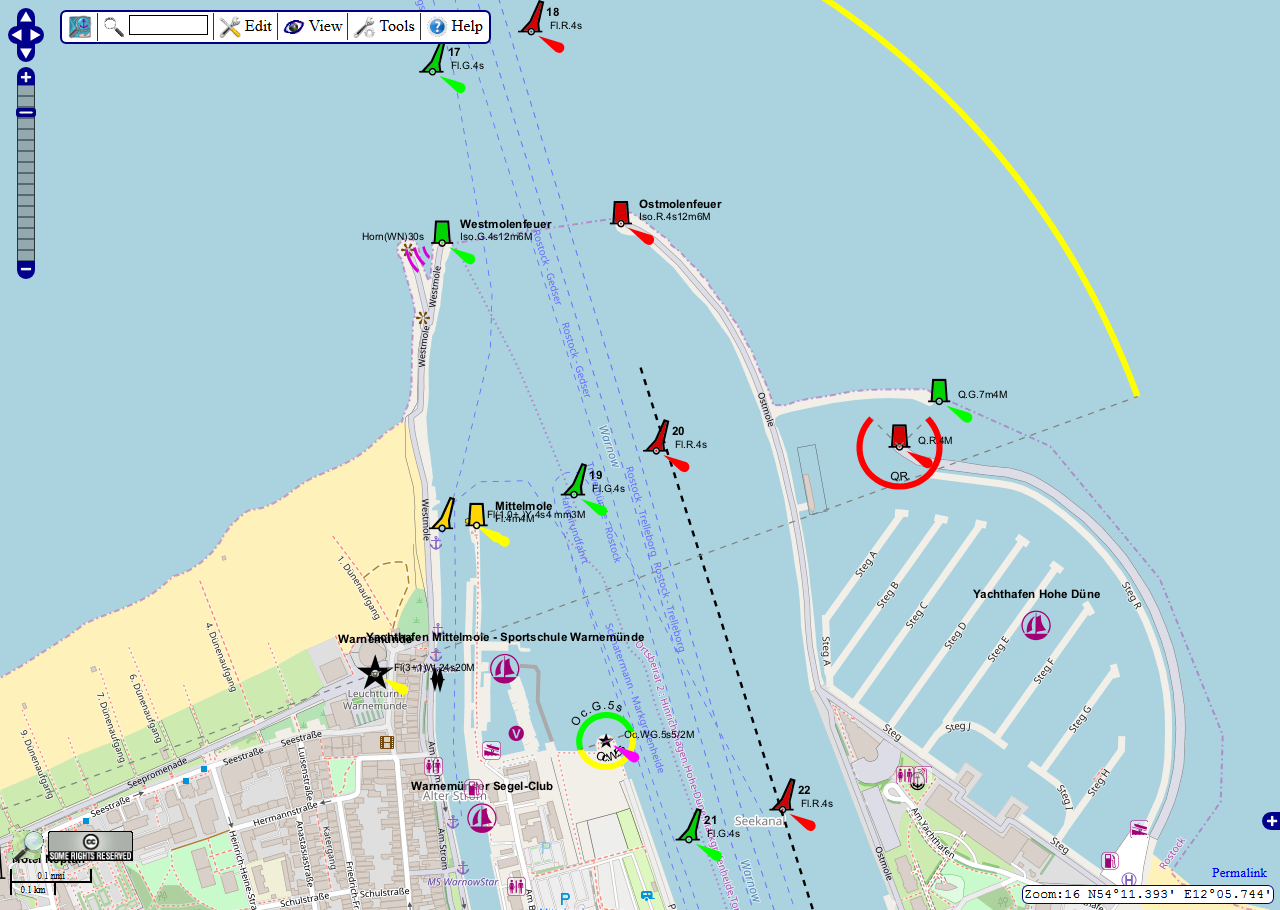
Seekarte (OpenSeaMap)
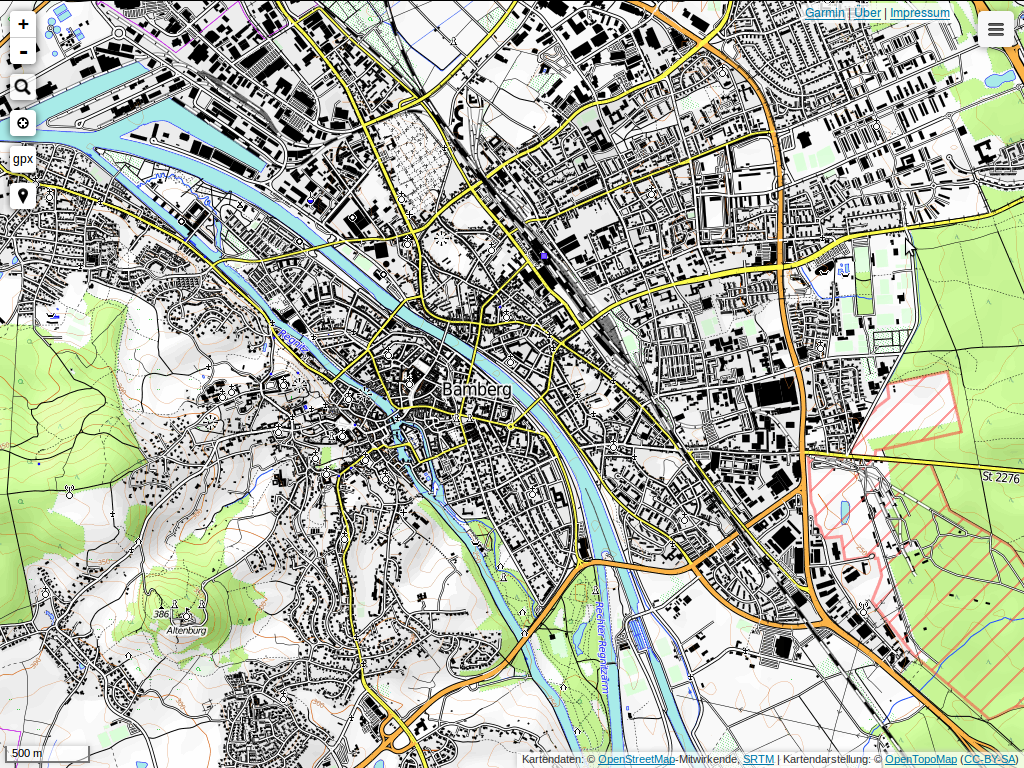
Topographische Karte aus OpenStreetMap- und SRTM-Daten
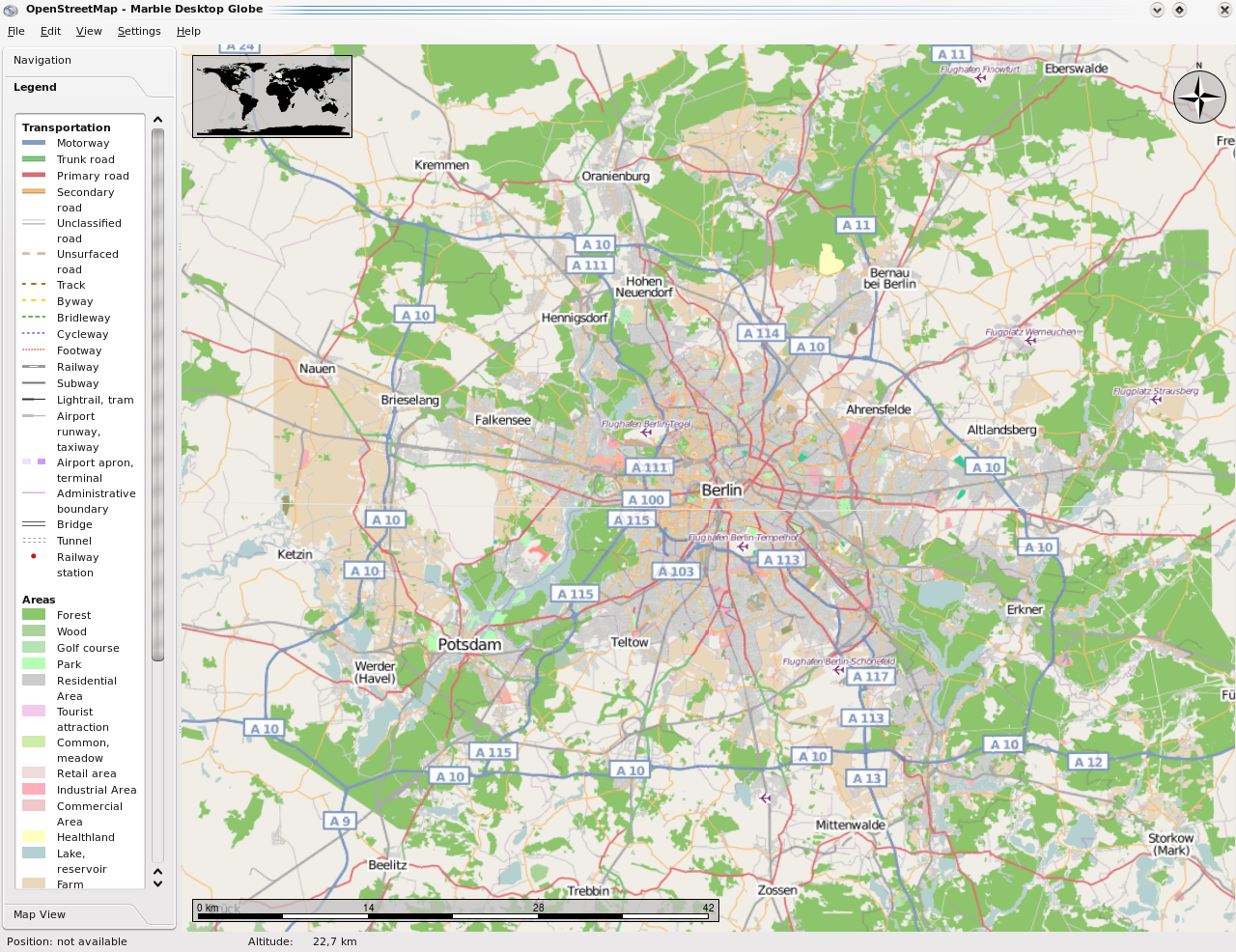
Computerprogramm Marble mit OpenStreetMap-Ansicht

Aus den Daten von OpenStreetMap lassen sich nicht nur Straßenkarten für Autofahrer erzeugen. Je nachdem, welche Daten vorliegen und wie sie in die Kartendarstellung übernommen werden, lassen sich auch Fahrrad- und Wanderkarten erstellen, wobei auch viele markierte Wanderrouten in der Datenbank abgebildet sind und auf grafischen Karten hervorgehoben werden können. Ebenfalls zur Verfügung stehen beispielsweise Karten für Skigebiete, Karten mit Darstellung des öffentlichen Verkehrs und das Portal OpenSeaMap für Schifffahrt und Wassersport.
Die aus den Geodaten erzeugten Karten sind zunächst zweidimensional, das heißt, sie enthalten keine Reliefdarstellung wie bei topografischen Karten (beispielsweise Höhenlinien). Es gibt jedoch Werkzeuge für die Umwandlung und Darstellung der aus externen Quellen zu beziehenden SRTM-Daten. Damit können Höhenlinien oder Schummerungen ergänzt werden, wie sie etwa in OpenTopoMap zu sehen sind; weitere Beispiele: die Website topographic-map.com versieht die OSM-Kartendarstellungen mit einer Färbung der Höhenschichten des Geländereliefs, wie sie aus Schulatlanten bekannt ist; die Webseite streets.gl bietet eine 3D-Simulation der Oberfläche an, die auf OSM-Daten basiert.
Projekte wie OpenLayers oder Leaflet ermöglichen es, OSM-basierte interaktive Karten in Websites einzubinden. Das OSM-Plugin für WordPress bindet die OpenStreetMap-Daten in Blogs zur Verknüpfung von Beiträgen und Fotos mit Geodaten und Visualisierung der entsprechenden Zusammenhänge ein. Daneben existieren weitere Projekte wie die virtuelle Weltkugel Marble für Qt 4 oder der Kosmos-Renderer für Windows.
OpenStreetMap-Karten oder deren Derivate wie OpenTopoMap und Openrouteservice werden von größeren Websites eingesetzt: foursquare, craigslist oder pinterest. Yahoo nutzt OpenStreetMap-Daten für sein Flickr-Angebot für verschiedene Städte, beispielsweise Bagdad, Peking, Kabul, Sydney und Tokio. Der Kartendienst der Suchmaschine Qwant basiert vollständig auf OpenStreetMap-Daten.
Die Stadtliniennetzpläne des Verkehrsverbundes Rhein-Ruhr basieren auf OSM-Karten.

### Routenberechnung und Navigation
OpenStreetMap-Daten sind auf Navigationssystemen sowie in Navigationssoftware bzw. Routenplanern zur Wegführung nutzbar.
Routenberechnung per OpenStreetMap-Daten ist softwaremäßig ausgereift und bezüglich des Datenbestandes in den meisten Teilen der Welt auch bereits gut benutzbar. An Aktualität können OSM-Daten sogar kommerziellem Material deutlich überlegen sein, da Änderungen von jedermann vorgenommen werden können und sofort verfügbar sind. Das Straßennetz an sich ist weitgehend flächendeckend erfasst, außerhalb von Städten und großen Ortschaften sind allerdings detaillierte Informationen wie Hausnummern, Einbahnstraßen und Abbiegebeschränkungen an Straßenkreuzungen noch lückenhaft, da diese Informationen auf Luftbildern nicht erkennbar sind und nur von der Straße aus ermittelt werden können.

#### Webbasierte Routingdienste
- Open Source Routing Machine (OSRM) unter der BSD-Lizenz[35]
- GraphHopper unter der Apache-Lizenz[36]
- OpenRouteService der Universität Heidelberg, welches nur teilweise Open Source ist[37]
- YourNavigation, wird unter der BSD-Lizenz entwickelt[38]

Mit der Weboberfläche ist eine Routenplanung zu Fuß, per Fahrrad oder per Auto möglich, wobei zwischen zwei verschiedenen Engines ausgewählt werden kann. Mapquest steht jedem Verkehrsteilnehmer zur Verfügung.
Zur Fahrrad-Routenplanung greift Naviki auf OSM-Karten zurück. Bei der Berechnung werden fahrradfreundliche Wege bevorzugt. Es gibt auch eine Version für Smartphones, diese ist europaweit einsetzbar.

#### Navigation per Smartphone bzw. Tabletcomputer

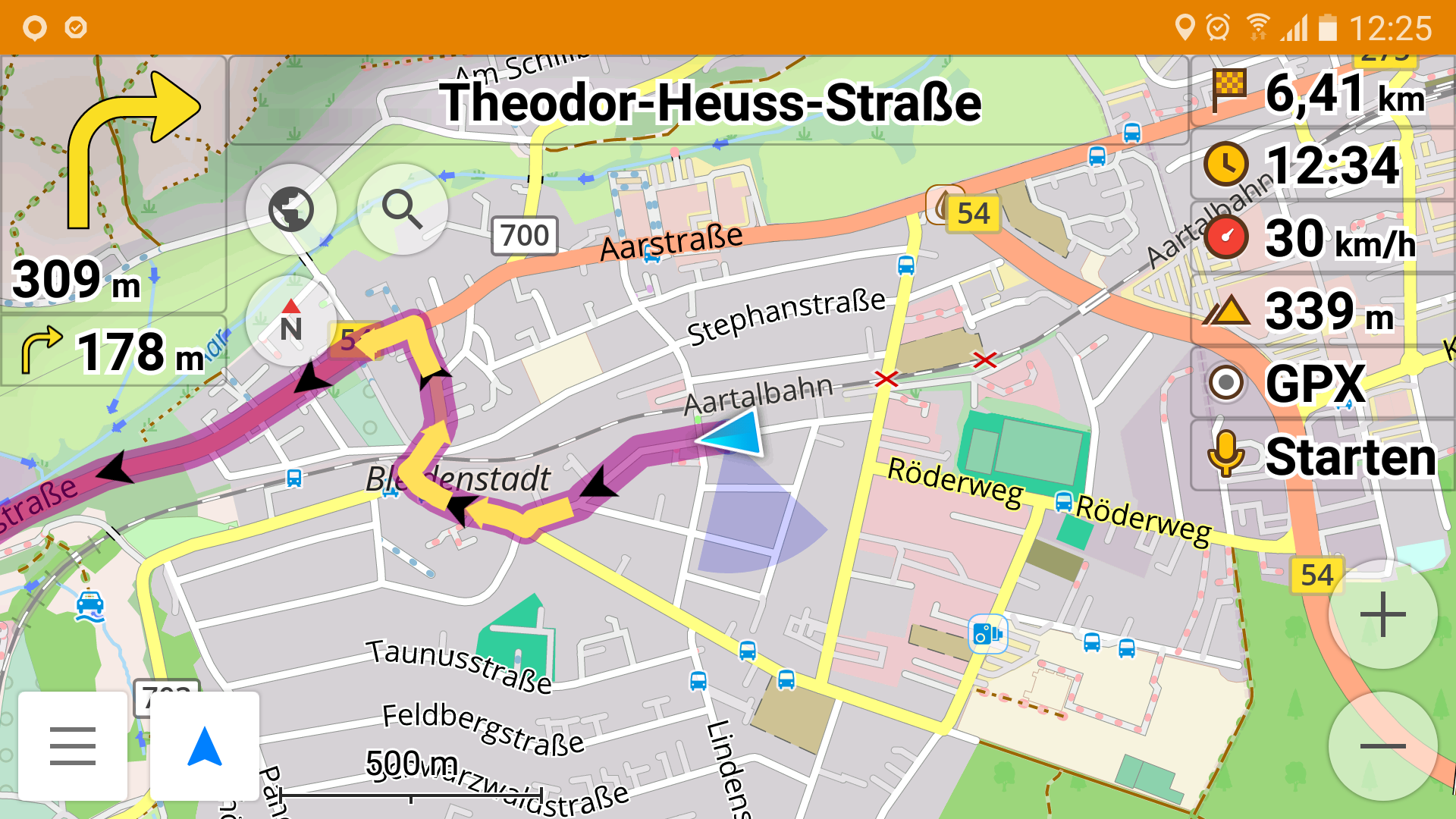
Straßennavigation mit OsmAnd

Beispiele für Navigation per Smartphone bzw. Tabletcomputer sind GpsMid für Java-fähige Handys sowie Traveling Salesman für Nettops. Der Dienst We-Travel ist mittlerweile eingestellt. Eine auf Qt basierende Lösung mit dem Namen MoNav benutzt ebenso wie OSRM den Contraction-Hierarchies-Algorithmus als Basis zur schnellen Routenberechnung. MoNav lässt sich für alle Systeme mit Qt-Unterstützung erstellen. Eine früher mögliche Verwendung von MoNav für verschiedene Windows Mobile-Versionen ist zwischenzeitlich obsolet.

##### Betriebssystem iOS
Über den Apple App-Store sind für iOS und für iPadOS z. B. die Apps "OsmAnd — Karten & GPS Offline", "Organic Maps: Navi & Karten", "Magic Earth Navigation & Maps", "CoMaps" und "Scout GPS-Navigation & Maps" (ehemals Skobbler) sowie ehemals auch "Roadee" zu finden, die OSM-Kartenmaterial verwenden.

##### Betriebssystem Android
Beispiele für Android-Apps, erhältlich u. a. über den Google-Play-Store, sind "OsmAnd — Karten & GPS Offline", AndNav2 beziehungsweise TrackMyJourney, das eine der vorher genannten webbasierten Routing-Engines verwendet, sowie "Scout GPS-Navigation & Maps", ehemals "Skobbler". Etliche kommerzielle Navigations-Apps wie MagicEarth, MapFactor Navigator oder Maps.me nutzen zumindest in ihrer kostenlosen Version Kartenmaterial von OpenStreetMap und können daraus (abhängig vom Erfassungsgrad der Straße in der OSM-Datenbank) nicht nur Abbiegeanweisungen, sondern auch Details wie Tempolimits oder Fahrspurempfehlungen ausgeben.
"Trackingfreie" Android-Apps, die sehr einfach über den F-Droid-Store zugänglich und erhältlich sind (siehe auch "Communitybasierte Routenplaner"):
- Das Open-Source-Projekt OsmAnd (OpenStreetMap Automated Navigation Directions)[51] bietet mehrere Online-Navigationsdienste sowie Offline-Navigation für Auto, Fahrrad und Fußgänger; auch das Navigieren entlang eines vorgegebenen GPX-Tracks ist möglich.[52]
- Das Open-Source-Projekt Organic Maps bietet eine benutzerfreundliche online- und offline Navigation mit Fokus auf Privatsphäre der Nutzer und Verzicht auf Tracking. Organic Maps wurde 2020 von der kommerziellen Maps.me Anwendung geforkt.
- CoMaps ist eine von der Gemeinschaft getragene, kostenlose und quelloffene Offline-Navigations-App, die auf Privatsphäre, Transparenz und Gemeinschaftskooperation abzielt.
- Das "OSM Dashboard für OpenTracks" bzw. die "Offline Variante des OpenStreetMap Dashboards für OpenTracks"

#### Spezielle Navigationsgeräte

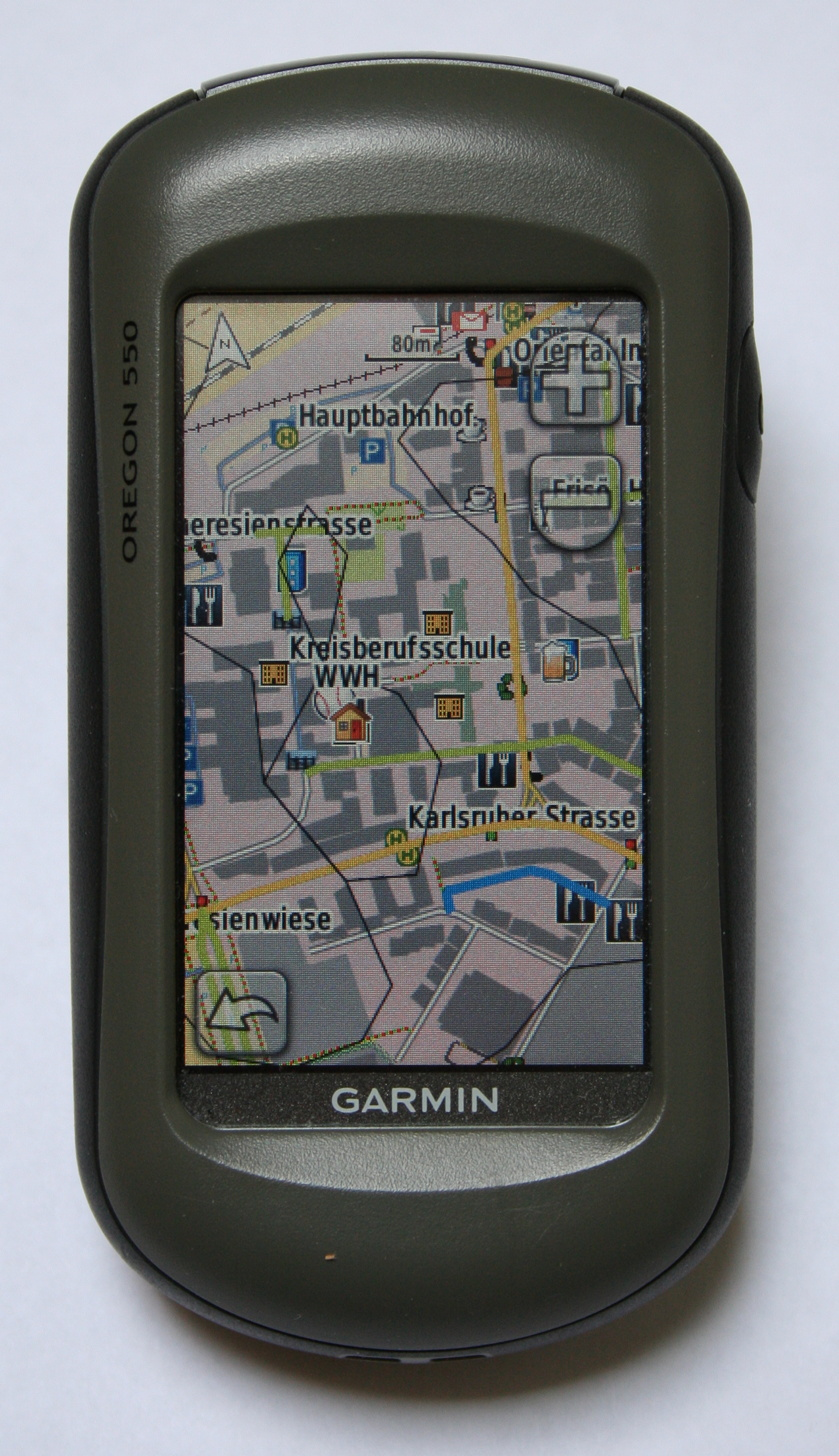
Garmin Oregon 550 mit OpenStreetMap-Karte
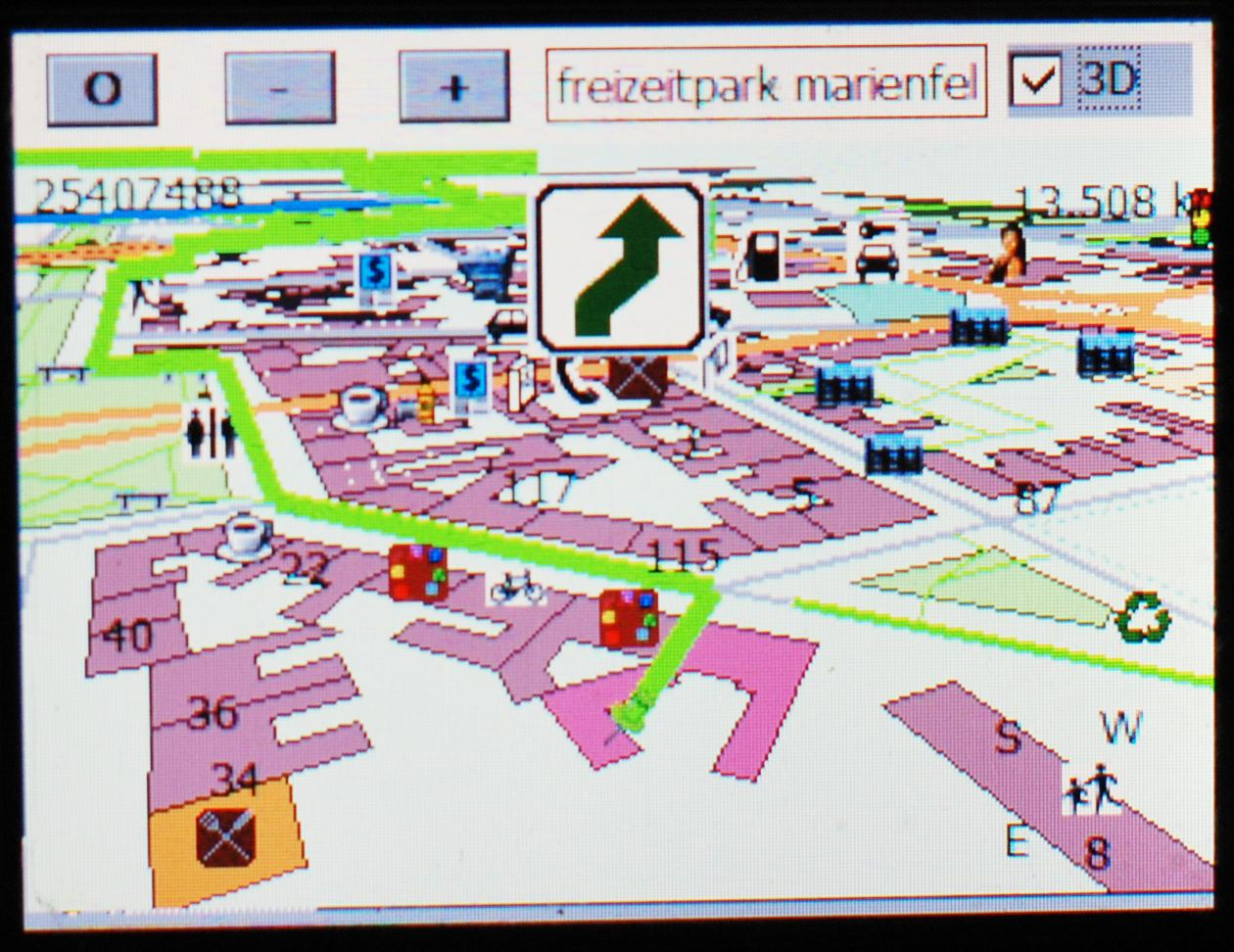
Fahrradnavigation mit Gosmore und OSM-Daten

Die Software mkgmap ermöglicht es, aus OSM-Daten Kartenmaterial zu erstellen, das auf Navigationsgeräten des Herstellers Garmin einsetzbar ist. Das ermöglicht die Erstellung tagesaktueller, detaillierter, auch routingfähiger Karten. Einige Community-Mitglieder bieten solche Karten für Garmin-Geräte gebrauchsfertig zum Download an.
Neuere Garmin-Geräte können auch Karten als Rasterdaten im KMZ-Format oder im proprietären Birdseye-Format darstellen. Die Größe von KMZ-Karten ist in Bezug auf die Zahl der verwendbaren Kacheln und Zoomstufen sehr begrenzt. Es gibt aber mittlerweile Software- und Firmware-Patches, um das geschützte Birdseye-Format für selbsterstellte Karten aus OSM-Kacheln zu nutzen.
mkgmap wurde per Reverse Engineering auf der Basis eines (recht alten) Garmin-Formats entwickelt. Für Navigationsgeräte anderer Hersteller ist es nicht oder nur schwer möglich, OpenStreetMap-Karten zu verwenden, da für deren native Dateiformate keine Konverter entwickelt wurden. Zum Teil lassen sich jedoch separate Programme wie Navit oder Gosmore darauf oder auf Notebooks installieren.

### Humanitäre Hilfe
Hilfsdienste in Katastrophengebieten benötigen für Rettungs- und Versorgungsfahrten aktuellstes Kartenmaterial. Systembedingt kann OpenStreetMap sowohl kurzfristig geeignetes Material erstellen und pflegen, als auch diese Daten über das Internet zum Abruf bereitstellen. Erstmals beim Erdbeben in Haiti 2010 wurde schon nach wenigen Stunden damit begonnen, aktuelle Geodaten des betroffenen Gebiets in OpenStreetMap einzupflegen. Kommerzielle Betreiber stellten zusätzlich aktuelle hochauflösende Satellitenaufnahmen zur Verfügung, so dass auch zerstörte Straßenabschnitte sowie die Lage eingestürzter Gebäude in der Online-Karte erfasst werden konnten. Diese hochaktuellen Karten erleichterten den Hilfskräften vor Ort gezieltes Arbeiten erheblich.
Auf der Basis der mit diesem Crisis mapping gewonnenen Erfahrungen wurde das Humanitarian OpenStreetMap Team (HOT) gegründet, das bei Katastrophen das vernetzte Mapping koordiniert, um schnellstmöglich Kartenmaterial bereitstellen zu können.

## Kartenerstellung

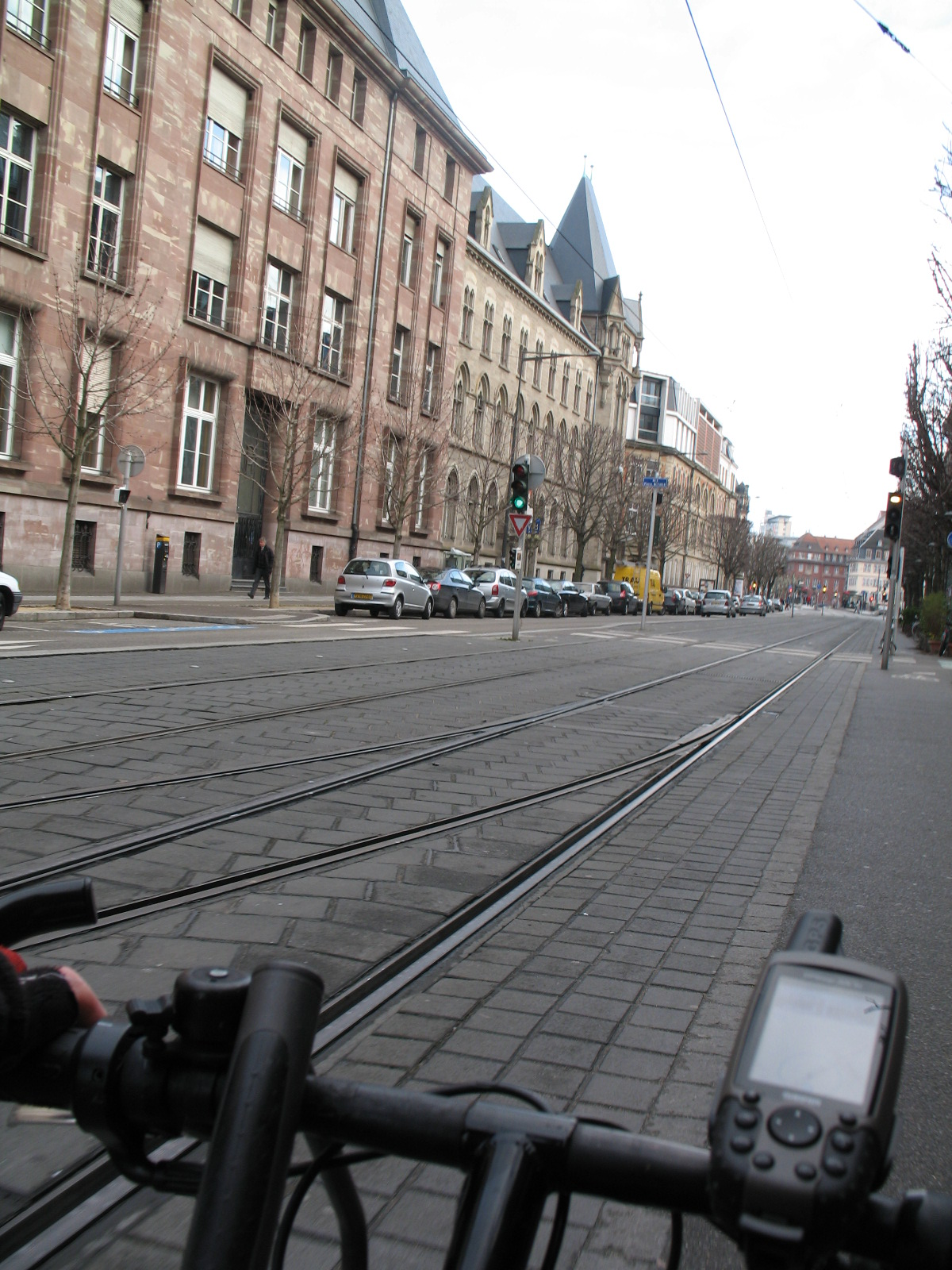
Datenerfassung mittels GPS-Empfänger und Fahrrad

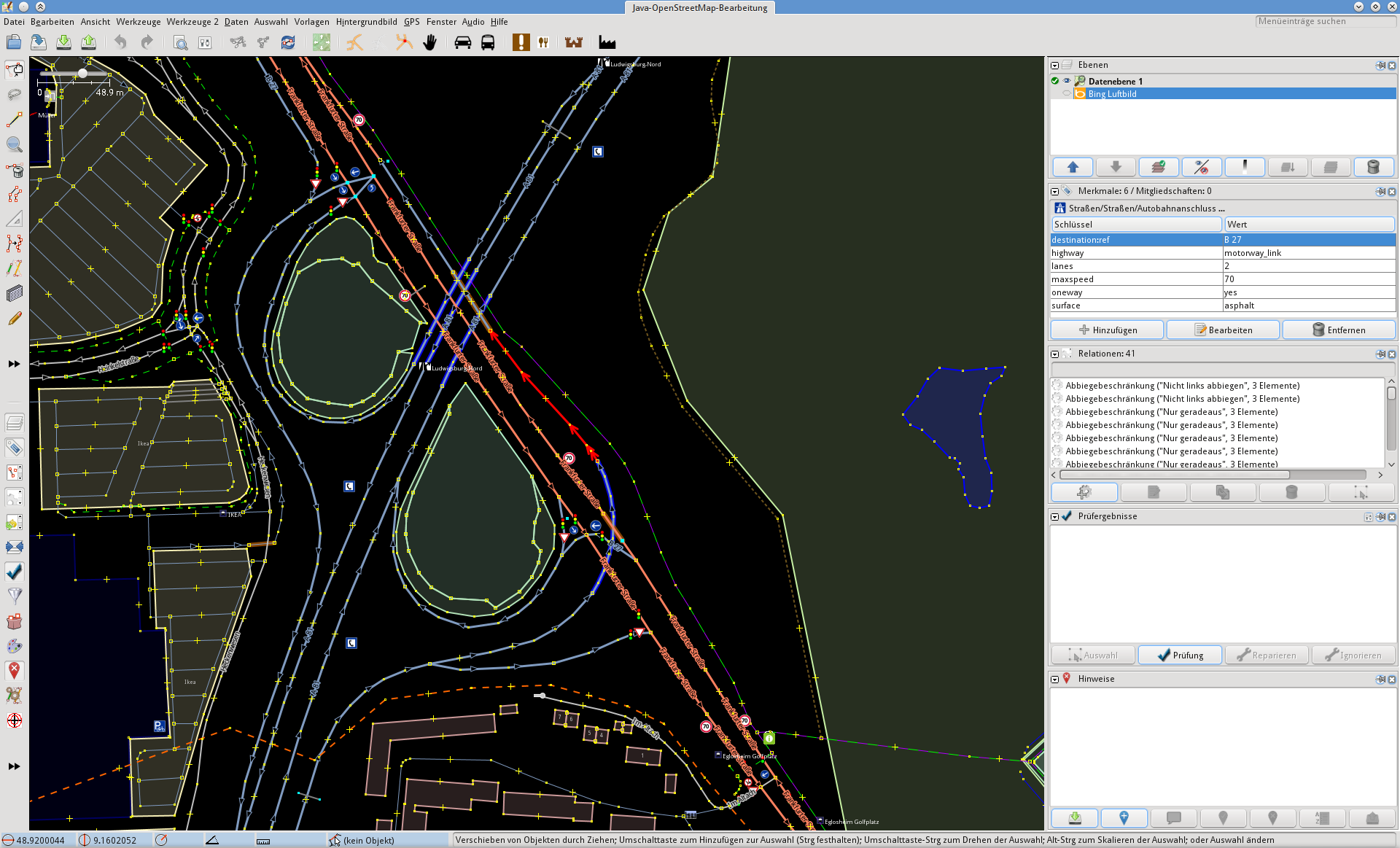
Die Darstellung der Anschlussstelle Ludwigsburg-Nord im Editor JOSM (das darunterliegende Luftbild wurde aus rechtlichen Gründen hier ausgeblendet). Alle Elemente setzen sich aus Punkten zusammen (kleine gelbe Quadrate), die Kreuze auf den Linien sind Anfasser zum Ziehen. Die Tags des rot markierten Straßenabschnittes sind im Unterfenster rechts oben zu sehen. Links auf der Karte die Parkplätze eines großen Möbelhauses, unten sind einige Gebäude mit Hausnummern.

Jeder Benutzer, der an der Karte mitarbeiten möchte, muss sich zunächst mit einer überprüften E-Mail-Adresse registrieren. Die Registrierung ist kostenlos und soll Spam und Vandalismus vorbeugen, außerdem steht so zu jedem anderen Benutzer ein Kommunikationsweg zur Verfügung.
Der reine Lesezugriff auf die Datenbank ist auch ohne Benutzeranmeldung möglich.

### Rohdatengewinnung

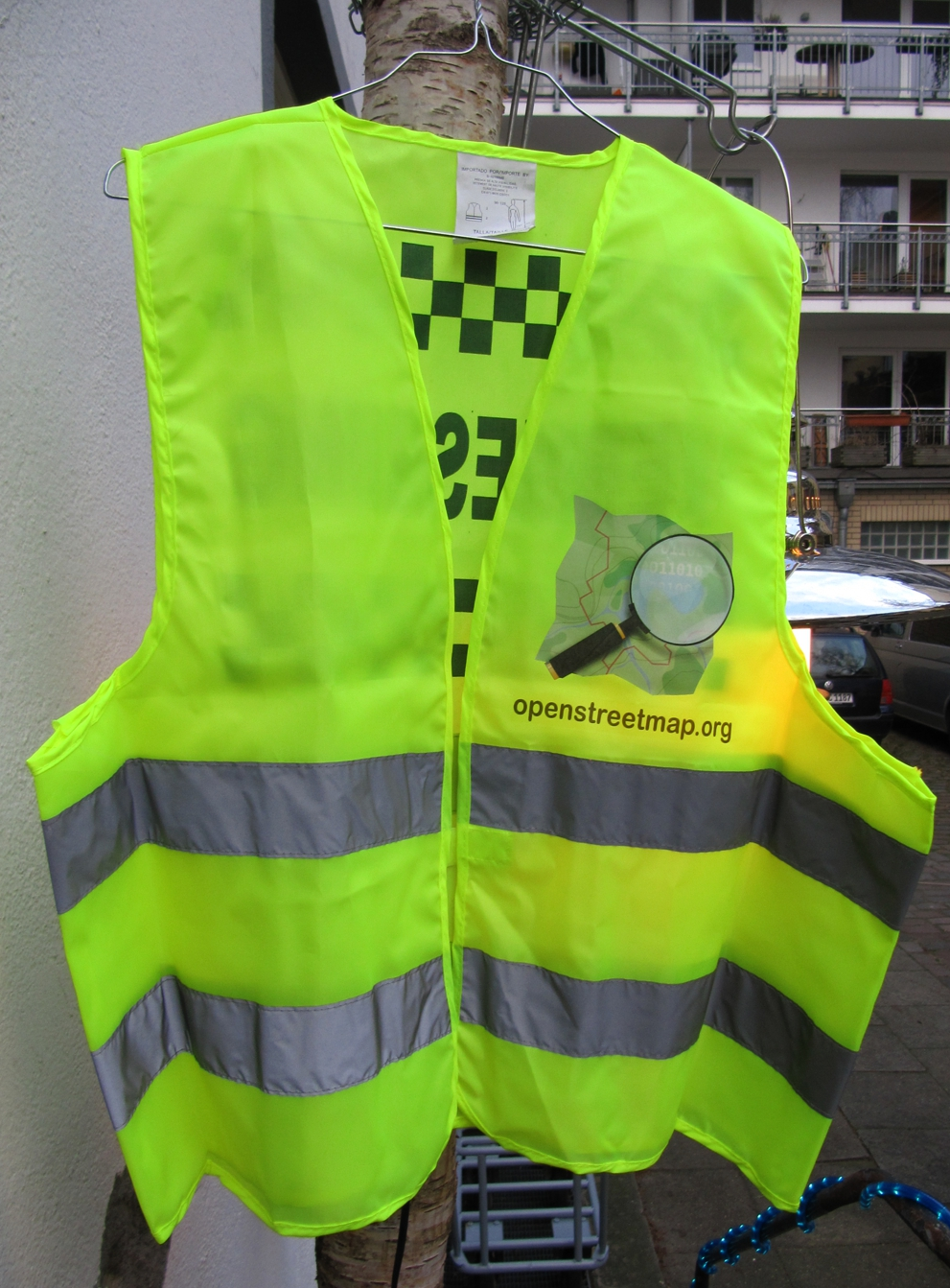
Eine Warnweste speziell für OSM-Mapper, um beim Mapping (Datenerfassung) für alle Verkehrsteilnehmer deutlich sichtbar zu sein

Die Karten werden anhand von Rohdaten erstellt, die entweder von Freiwilligen in Eigenregie gesammelt oder dem Projekt von anderen Quellen zur Verfügung gestellt werden.
Selbst gesammelte Rohdaten werden beispielsweise mit einem GPS-Empfänger aufgezeichnet, während Straßen, Wege oder Flüsse abgelaufen oder -gefahren werden. Die Datenerfassung ist jedoch nicht auf GPS angewiesen. So ist es beispielsweise möglich, zur Erfassung von Gebäuden, Hausnummern usw. die vorhandene Karte als field paper auszudrucken und die fehlenden Daten vor Ort dort einzutragen, um sie anschließend am Schreibtisch in die Datenbank einzupflegen. Alternativ können mithilfe von OpenStreetMap-Apps das Sammeln von Daten und das Eintragen in die Karte in einem einzigen Arbeitsschritt erfolgen.
Darüber hinaus stehen dem Projekt hochauflösende Luftbilder sowie (regional begrenzt) auch bestimmte Kartenmaterialien zur Verfügung, von denen Straßenverläufe und Flächen in höherer Präzision abgezeichnet werden können (und dürfen) als von einer GPS-Spur, die den systembedingten Ungenauigkeiten unterliegt.
Ohne ausdrückliche Erlaubnis ist in einigen Staaten oder Gliedstaaten die Übernahme von Daten aus öffentlich-rechtlichen Karten nach OpenStreetMap aufgrund der Rechte an Geoinformationen verboten. Daher ist es üblich, bei jeder Änderung oder Ergänzung der Karte seine Quelle anzugeben. Die Community achtet sehr auf Einhaltung der rechtlichen Regeln und fragt auch schnell nach, wenn Zweifel bezüglich der Datenquelle bestehen.

### Einzeichnung
Auf der Basis seiner Rohdaten zeichnet der Benutzer die Geodaten, also beispielsweise Straßenverläufe, Gebäude oder Flächennutzungen, in die Karte ein. Dafür werden ihm die in der Datenbank bereits vorliegenden Geodaten für das zu bearbeitende Gebiet im Editor grafisch als „Kartenskelett“ aus Punkten, Linien oder Flächen dargestellt. Der Benutzer nimmt seine Änderungen direkt in dieser Darstellung vor. Dafür stehen ihm unterschiedliche Zeichen- und Auswahlwerkzeuge zur Verfügung.

### Tagging
Jedem eingezeichneten Element sind Attribute zugewiesen, sogenannte Tags. Erst aus den Tags geht hervor, ob eine bestimmte Linie einen Feldweg, eine Bahnstrecke, einen Zaun oder einen Teil einer Landesgrenze darstellt – das Zeichenwerkzeug ist in allen Fällen gleich. Neu eingezeichnete Elemente müssen daher zwingend „getaggt“ werden. Die Tags werden entweder von Hand eingetippt oder aus einer vom Editor angebotenen Vorlage gesetzt.
Jedes Tag besteht aus einem Schlüssel (key) und einem Wert (value), dargestellt wird die Beziehung in der Literatur mit einem Gleichheitszeichen. Beispielsweise ist highway der Schlüssel für alle Arten von Straßen und Wegen. Der Wert gibt an, ob es eine Autobahn (highway=motorway) oder ein Feldweg (highway=track) ist. Die wichtigsten Attribute sind dabei jeweils die Objektkategorie (zum Beispiel wird eine Wohnstraße als highway=residential angegeben) und (sofern gegeben) der Name (name=Schillerstraße), der für die Suchfunktion wichtig ist.
Flächen werden als geschlossene Wege erfasst, die die Umrisse definieren. Anschließend bekommt beispielsweise der Umriss eines Industriegebiets das Tag landuse=industrial zugewiesen.
Die Tags können im Prinzip frei erfunden werden; für optimale Auswertbarkeit hält man sich jedoch an die allgemein anerkannten Formen, wie sie im OpenStreetMap-Wiki, der Dokumentation des Projekts, aufgeführt und erläutert sind. Zudem werden dort fortlaufend neue Taggingstrukturen vorgeschlagen und diskutiert.
Die Anzahl der Tags pro Element ist theoretisch unbegrenzt, so dass sich über die rein physischen Eigenschaften (zum Beispiel building=yes für ein Gebäude) eine Fülle von Zusatzinformationen abbilden lässt. Das Gebäude kann als Kirche, Schule oder Hotel gekennzeichnet werden; Adressdaten, Öffnungszeiten oder ein Link zur Website können einkodiert werden. Bei Straßen können Beschränkungen (z. B. Tempolimits) oder Fahrspuren abschnittsweise per Tagging abgebildet werden, bei Tankstellen die angebotenen Kraftstoffsorten. Erst dieses ausführliche Tagging der Metadaten macht den eigentlichen Wert des Projekts aus. Auf der Basis dieser Daten könnte man etwa von einem Navigationssystem die Ausgabe aller Briefkästen anfordern, die maximal 30 Meter abseits der Fahrtroute liegen und die man noch vor Leerung erreicht.
Sogenannte Relationen verknüpfen Elemente zu größeren Gesamtheiten. Das ermöglicht beispielsweise das Erfassen von Buslinien: In einer Buslinienrelation sind alle befahrenen Straßenabschnitte sowie die Haltestellen enthalten. Ähnlich werden Wanderwege abgebildet, die sich anschließend in Wanderkarten darstellen lassen.
Da eine einzige Karte mit all diesen Daten überfrachtet und unbenutzbar wäre, existieren zahlreiche unterschiedliche Kartenausgaben, die jeweils relevante Daten aus der Datenbank verwenden. Doch auch die bewusst einfach gehaltene Standardkarte auf der OpenStreetMap-Website ermöglicht es über das Werkzeug Objektabfrage, sich das komplette Tagging jedes beliebigen Elements aus der Datenbank anzeigen zu lassen. Eine gebietsbezogene Abfrage (etwa die Ausgabe aller erfassten Tankstellen, die eine bestimmte Kraftstoffsorte anbieten) ist mit dem Werkzeug Overpass Turbo möglich.

### Mapping
Die Trennung der Schritte Rohdatengewinnung, Einzeichnung und Tagging ermöglicht es, auch ohne eigenen GPS-Empfänger an dem Projekt mitzuarbeiten, indem man anhand seines lokalen Wissens oder eigener Nachforschungen die vorliegenden Daten ergänzt und verfeinert. Eine wichtige Aufgabe ist hierbei das Hinzufügen und Bearbeiten von Points of Interest (POI), wie Hausnummern, Bushaltestellen, Taxiständen, Schulen oder Telefonzellen. Mit Hilfe entsprechender Ortskenntnisse der Bearbeiter wird der Datenbestand erweitert und Fehler werden korrigiert. Dieser gemeinschaftliche Prozess der Kartenerstellung wird im Jargon als „Mapping“ bezeichnet.

### Software
Zur Eingabe und Bearbeitung der Geodaten gibt es verschiedene Softwarelösungen (Editoren), die sich in den grundlegenden Konzepten aber weitgehend gleichen. Man unterscheidet zwischen Online- und Offline-Editoren:
- Online-Editoren arbeiten direkt im Webbrowser des Benutzers. Das erfordert eine permanente Internetverbindung, „im Feld“ kann man diese Technik nur eingeschränkt verwenden. Diese Editoren bieten mit einer eher einfachen Oberfläche einen guten Einstieg in OpenStreetMap.
- Offline-Editoren sind auf dem Rechner des Benutzers installierte Programme. Sie können nach einmaligem Herunterladen der bestehenden Daten auch ohne Internetverbindung benutzt werden. Die bearbeiteten Daten werden zunächst lokal gespeichert und anschließend als Änderungssatz auf den Server geladen.

Werden als Rohdaten GPS-Spuren verwendet, können diese zur Darstellung in einem Online-Editor auch auf den Server hochgeladen werden. Entsprechend lizenzierte Luftbilder oder auch andere georeferenzierte Bilder können unter die dargestellten Geodaten gelegt werden. Auf Basis dieser Daten kann der Benutzer per Mausklick Punkte (Nodes) erstellen, die sich zu Linien (Ways) zusammenfügen. Punkte und Linien können anschließend verschoben, ergänzt und verfeinert werden; komfortable Editoren bieten hierzu zahlreiche Werkzeuge.
Da der Zugriff auf die OpenStreetMap-Daten für die Bearbeitung über ein API erfolgt, kann grundsätzlich jeder einen Editor programmieren. Dies führt zu einer großen Auswahl an Programmen. Im Folgenden sind deshalb nur die meist verbreiteten Editoren nach Nutzerzahlen sortiert aufgeführt:

#### Computer
- iD

Online-Editor, seit 7. Mai 2013 auf der Website Openstreetmap.org als Standardwerkzeug eingebettet. Er basiert auf JavaScript und soll besonders einfach und einsteigerfreundlich sein.
- JOSM

Auf Java basierender Offline-Editor, auf zahlreichen Desktop-Plattformen lauffähig. Benutzeroberfläche in zahlreichen Sprachen verfügbar, natürlich auch in Deutsch. JOSM bietet derzeit den größten Funktionsumfang, lässt sich optional mit über 100 Plugins (Stand Mai 2015) erweitern und wurde 2013 für über 50 % aller Bearbeitungen verwendet.

#### Smartphone

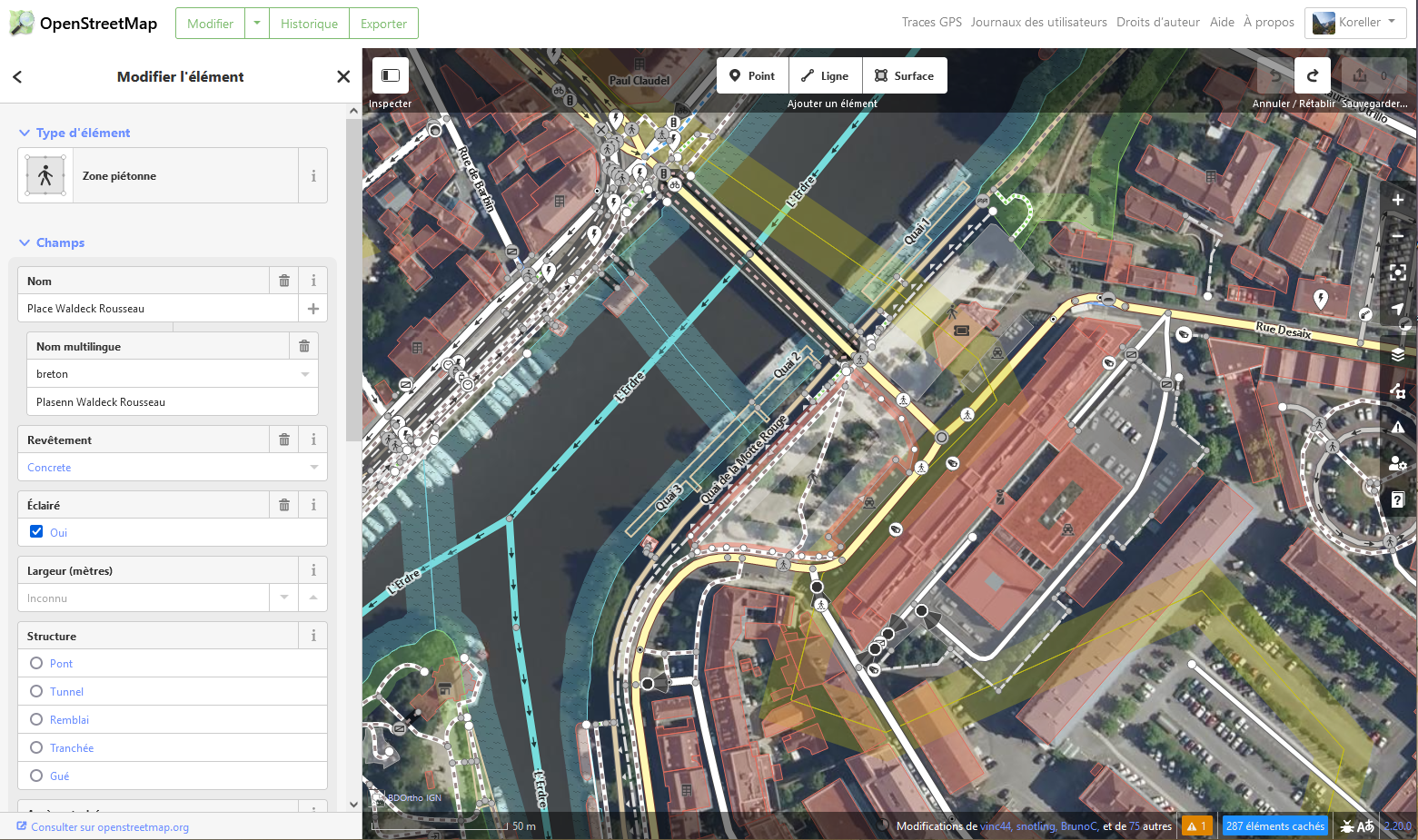
iD-Editor
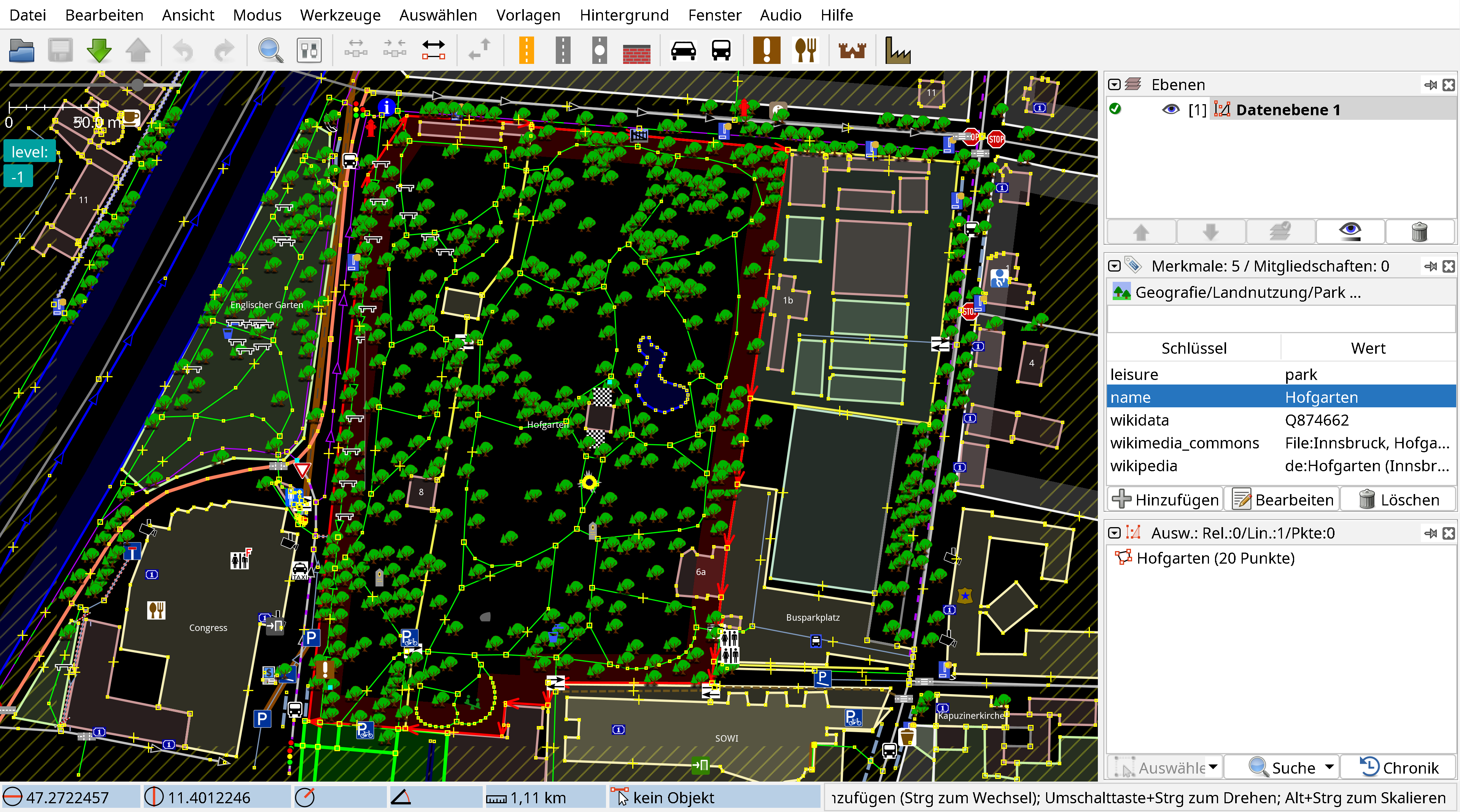
JOSM-Editor
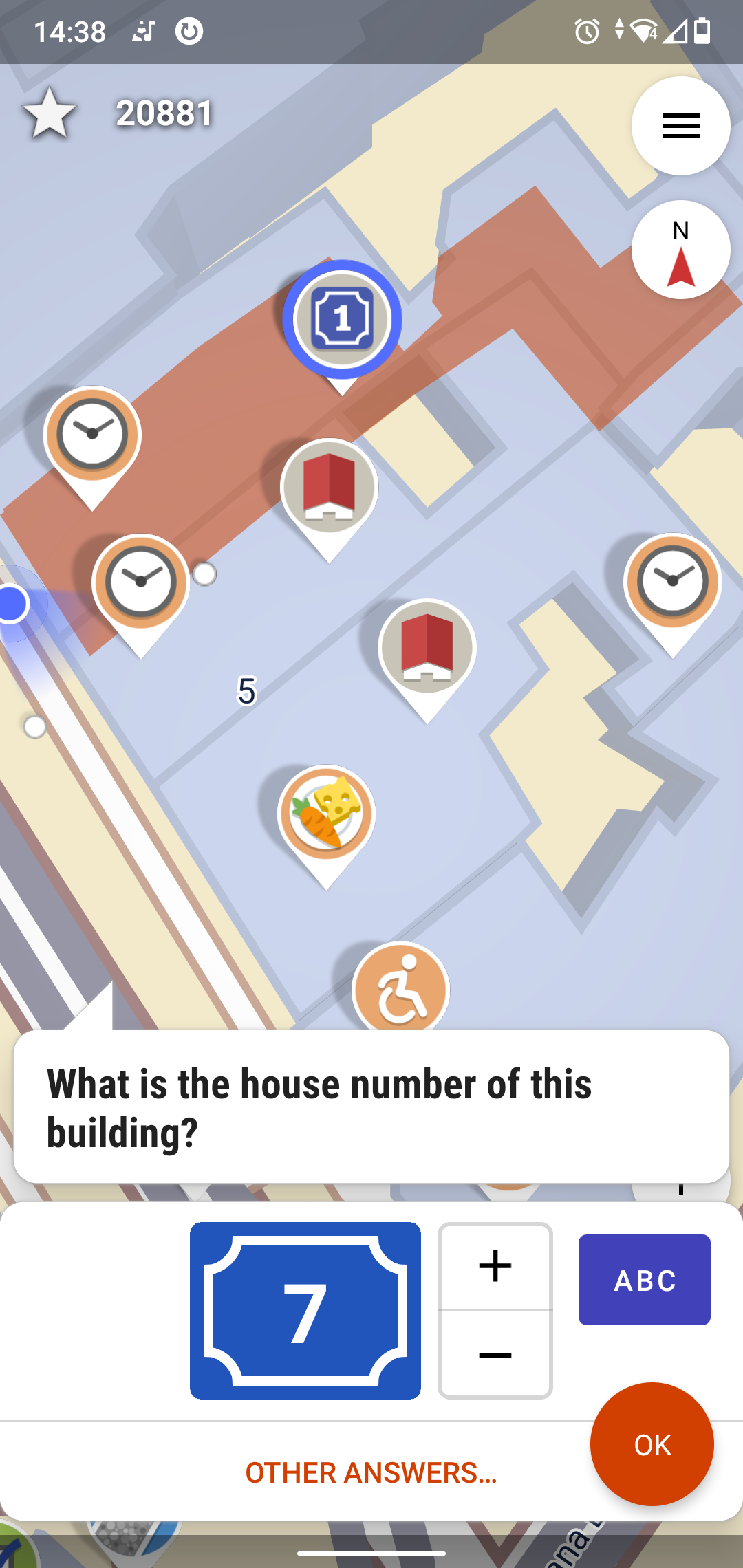
StreetComplete

Einfache Android-App, welche dem Nutzer einfache Fragen zu Objekten in der Nähe stellt. Es ist besonders für Einsteiger ohne OpenStreetMap-Kenntnisse gedacht und erlaubt nur das Editieren der Elemente, nach denen es fragt.
- Organic Maps

Karten-App mit integriertem Editor für Android und iOS. Es können nur Einrichtungen und Geschäfte bearbeitet werden.
- OsmAnd

Karten-App mit integriertem Editor für Android und iOS.
- Vespucci

Ein umfangreicher mobiler Editor für Android-Smartphones.
- Go Map!!

Ein umfangreicher mobiler Editor für iOS-Geräte.
- Every Door

Editor zum Überprüfen und Hinzufügen von Einrichtungen und Geschäften.
- iD-Editor
- JOSM-Editor
- StreetComplete

## Technik

### Server
Die Haupt-Server und -Infrastruktur des Projektes gehören der OpenStreetMap-Foundation und werden derzeit in London am University College betrieben. Die Server bestehen aus einem leistungsfähigen Datenbank-Server, einem Frontend-Server für die Website, drei Anwendungsservern für die Programmierschnittstelle (API) sowie einem Tile-Rendering-Server, der die Karte in Form von Kachelgrafiken berechnet. Hinzu kommen noch ein paar weitere schwächere Server für Zusatzdienste, wie das OpenStreetMap-Wiki, das Code-Repository und die Suchfunktion.
Der OpenStreetMap-Datenbank-Server verwendet eine PostgreSQL-Datenbank. Die Website sowie die API sind weitestgehend in Ruby on Rails programmiert. Die Datenbank enthält die Geodaten, also mit Zusatzinformationen (Attribute, engl. tags) versehene Linien, Punkte und Flächen. Diese Vektordaten sind das Hauptprodukt des Projektes. Es wird daraus aber auch eine Pixelgrafik-Karte (PNG) gerendert. Diese wird mit Hilfe einer separaten PostGIS-Datenbank und dem Mapnik-Renderer erzeugt, deren Daten bei Änderungen der Rohdaten aktualisiert werden. Um die Rendering-Last zu reduzieren, werden nur die Bereiche der Karte gerendert, die auch tatsächlich betrachtet wurden, wozu extra das Apache-Modul mod_tile geschrieben wurde. Der Mapnik-Renderer bietet die Standard-Ansicht von OpenStreetMap, der dafür verwendete Render-Stil wird von professionellen Kartografen betreut.
Neben den Servern der Foundation gibt es noch eine Reihe weiterer Rechner, die von unabhängiger Seite betrieben werden und wichtige Dienste für das Projekt anbieten.

### Datenformate

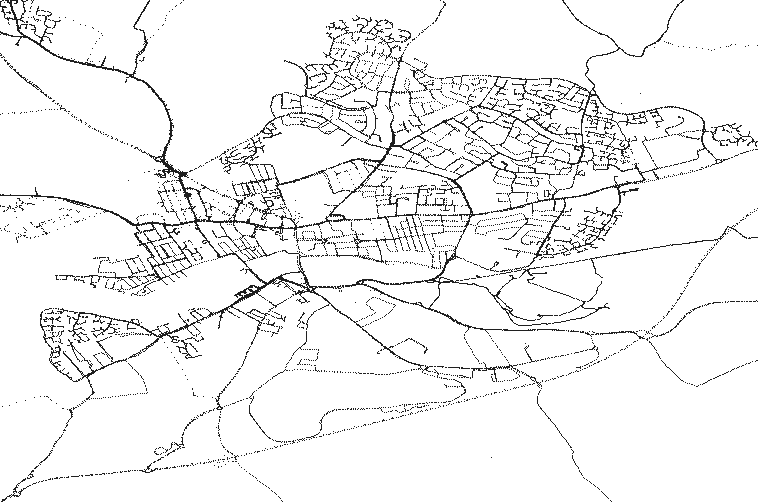
GPS-Rohdaten für Bedford, durch Abfahren bzw. Ablaufen der Straßen gewonnen

GPS-Rohdaten (Tracks) können im gängigen Austauschformat GPX auf den OpenStreetMap-Server hochgeladen und damit der Allgemeinheit zur Verfügung gestellt werden. Konvertierungsprogramme wie GPSBabel, das vom OpenStreetMap-Projekt entwickelte OSM-Filter und mehrere weitere spezielle Hilfsprogramme ermöglichen es, auch Rohdaten in anderen Formaten wie NMEA ins GPX-Format zu wandeln.
Alle Daten werden im WGS84-Format mit Länge und Breite erhoben und werden meist in Mercator-Projektion dargestellt.

#### Ausgabeformate
Zum Austausch vorliegender OSM-Geodaten werden vor allem zwei Formate genutzt:
- .osm, ein XML-Format, dessen Syntax den Ausgaben der OpenStreetMap-API[71] entspricht
- .pbf, ein binäres Format, das kleinere Dateien als .osm ergibt.[72]

Vollständige Exporte der gesamten OSM-Datenbank werden wöchentlich in beiden Formaten zur Verfügung gestellt, im OSM-Jargon bezeichnet man diese Gesamtausgabe als „planet file“ oder kurz „Planet“. „Der Planet“ hat (Stand November 2023) als .osm komprimiert eine Größe von 132 Gigabyte, als .pbf eine Größe von 71 Gigabyte. Ebenso gibt es tägliche und stündliche Updates sowie Ausschnitte für einzelne Länder.
Zudem werden auf der Website der Geofabrik die Vektordaten auch als Shapefiles (*.shp/shx/dbf) zur Verfügung gestellt, die in vielen Geoinformationssystemen (GIS) verwendet werden können. Ebenfalls durch Dritte bereitgestellt werden alternative APIs zum Herunterladen und Filtern der Daten wie XAPI und Overpass API.

## Datenquellen
Datenquellen von OpenStreetMap sind:
- Lokales Wissen der Beitragenden (etwa für Öffnungszeiten von Geschäften)
- Luftbilder und Karten, die vom jeweiligen Inhaber zum manuellen Abzeichnen bereitgestellt wurden
- GPS-Spuren: elektronische Aufzeichnungen zurückgelegter Wegverläufe als Referenz zum Einzeichnen von OSM-Wegen
- Externe Sammlungen von Geodaten, die „am Stück“ in die OSM-Datenbank importiert werden können und dürfen

### Lokales Wissen
Lokales Wissen ist die wichtigste Datenquelle für OpenStreetMap, da viele wichtige Einrichtungen wie Geschäfte, Kirchen, Briefkästen und so weiter nicht auf Luftbildern oder GPS-Spuren erkennbar sind. Standorte und Zusatzinformationen zu solchen Einrichtungen können nur vor Ort erfasst werden. Die Standorte werden dabei relativ zum vorhandenen Grundgerüst aus Wegen und Straßen an einem Ort eingetragen. Auch zum vorhandene Wegenetz können Zusatzinformationen wie Namen, Hausnummern und Verkehrsbeschränkungen mit lokalem Wissen hinzugefügt werden. Stellen, die einer Überarbeitung bedürfen oder an denen Angaben fehlen, können ohne Anmeldung von jedermann auf der OpenStreetMap-Website markiert werden. Mit Anmeldung können die Kartendaten, wie bei Wiki Projekten üblich, von jedem direkt selbst korrigiert oder ergänzt werden.
Zur Qualitätsprüfung der OpenStreetMap-Daten wurden verschiedene Lösungen entworfen. Unter anderem können mit dem OSM Inspector und keepright inkonsistente Daten, wie nicht verbundene Straßen, fehlende Straßenkreuzungen oder falsche Verwendung von Tags, einfach erkannt und mit lokalem Wissen korrigiert werden.

### Luftbilder
Luftbilder stehen fast weltweit in unterschiedlich hohen Auflösungen zur Verfügung. Sie stellen inzwischen die wichtigste Quelle für die Geometrie von Wegen und Straßen und anderen Geoobjekten dar. Sie werden in einem Zeichenprogramm (Editor) als Hintergrund geöffnet, eine exakte Georeferenzierung (etwa Ausgleich von Versatz oder Verzerrungen) kann dann anhand der auf dem Server vorliegenden GPS-Spuren vorgenommen werden. Anschließend werden anhand des Luftbildhintergrundes die Objekte von Hand abgezeichnet. Die Eigenschaften der Objekte, also beispielsweise die Zuordnung zu einer Straßenklasse oder die Bauart eines Gebäudes, lassen sich nur begrenzt aus dem Luftbild ersehen und werden in der Regel anhand lokaler Erkundungen (Ortskenntnis) ergänzt.
Bing
Am 23. November 2010 wurde bekanntgegeben, dass Microsoft die Luftaufnahmen seines Kartendienstes Bing Maps für das Abzeichnen zur Verfügung stellen und OSM-Gründer Steve Coast als neuer Microsoft-Mitarbeiter die Zusammenarbeit zwischen Bing und OSM koordinieren werde. Am 30. November 2010 wurde von Microsoft ein Dokument veröffentlicht, das die Bedingungen, unter denen die Luftaufnahmen für OpenStreetMap verwendet werden dürfen, näher definiert.
Landsat
Die gemeinfreien Landsat-7-Satellitenaufnahmen stehen OSM zur Verfügung. Die Auflösung reicht zwar in der Regel nicht zum Abzeichnen von Details wie einzelnen Gebäuden aus, aber Straßenverläufe, Wasserflächen und ähnliches sind erkennbar. Auch Dienste wie Bing und Yahoo blenden in Bereichen, für die sie keine detaillierten Luftbilder haben, die Landsat-Aufnahmen ein.
OpenAerialMap
Dem Wunsch, die Karten von OpenStreetMap mit einer Weltkarte aus freien Luftaufnahmen zu illustrieren, wurde mit dem Projekt OpenAerialMap entsprochen.

#### Nicht mehr verfügbare Dienste
Yahoo
Das Luftbildmaterial von Yahoo durfte von 2006 bis 2011 zum Abzeichnen verwendet werden. Von den Yahoo-Bildern wurde beispielsweise Bagdad abgezeichnet, da die Sicherheitslage das Erfassen vor Ort nicht zuließ. Meist kamen jedoch nur die etwas besser aufgelösten Ballungsräume zum Abzeichnen von Straßen und Gebäuden infrage. Zum 13. September 2011 beendete Yahoo die Unterstützung der nötigen Programmierschnittstellen. Das lizenzkonforme Abzeichnen von Yahoo-Luftaufnahmen ist damit nicht mehr möglich.

### Regionale Datenquellen
Bayern
Das bayerische Landesamt für Vermessung und Geoinformation hat im Jahr 2009 Orthofotos der Oberpfalz in Zwei-Meter-Auflösung zum Abzeichnen bereitgestellt, um im Rahmen eines dreimonatigen Pilotprojekts Erfahrungen in der Zusammenarbeit mit OpenStreetMap zu sammeln. Das Ergebnis: in nur drei Monaten wurden zwei Personenjahre freiwillige Bürgerarbeit geleistet. Seit dem 24. Februar 2011 sind die Zwei-Meter-Luftbilder für ganz Bayern vom Vermessungsamt freigegeben.
Sachsen
Mit der 2. Änderung der Sächsischen Vermessungskostenverordnung im Sommer 2016 sind auch mit einigen Ausnahmen georeferenzierte Luftbilder des sächsischen Staatsbetriebes Geobasisinformation und Vermessung in einer Bodenauflösung von 0,20 m nutzbar.
GeoImage
Seit Oktober 2010 hat auch GeoImage.at Luftbilder für ganz Österreich zum Abzeichnen für OpenStreetMap freigegeben. GeoImage.at ist extrem lagegenau und wurde zuerst in einer Auflösung von 1 Pixel/Meter angeboten. Seit Juli 2011 ist Bildmaterial einer Auflösung von 4 Pixel/Meter (1 px/25 cm) verfügbar.
Aargau
Seit April 2012 dürfen hochqualitative Bilder aus dem Jahr 2011 des Aargauischen Geografischen Informationssystems in 25 cm Auflösung für den Kanton Aargau (Schweiz) verwendet werden.
Hamburg
Seit 2012 stellt die Freie und Hansestadt Hamburg im Rahmen des Hamburgischen Transparenzgesetzes die Geobasisdaten sowie die amtlichen, geokodierten Luftbilder in einer Auflösung von 20 Zentimetern pro Pixel bereit.

### GPS-Spuren

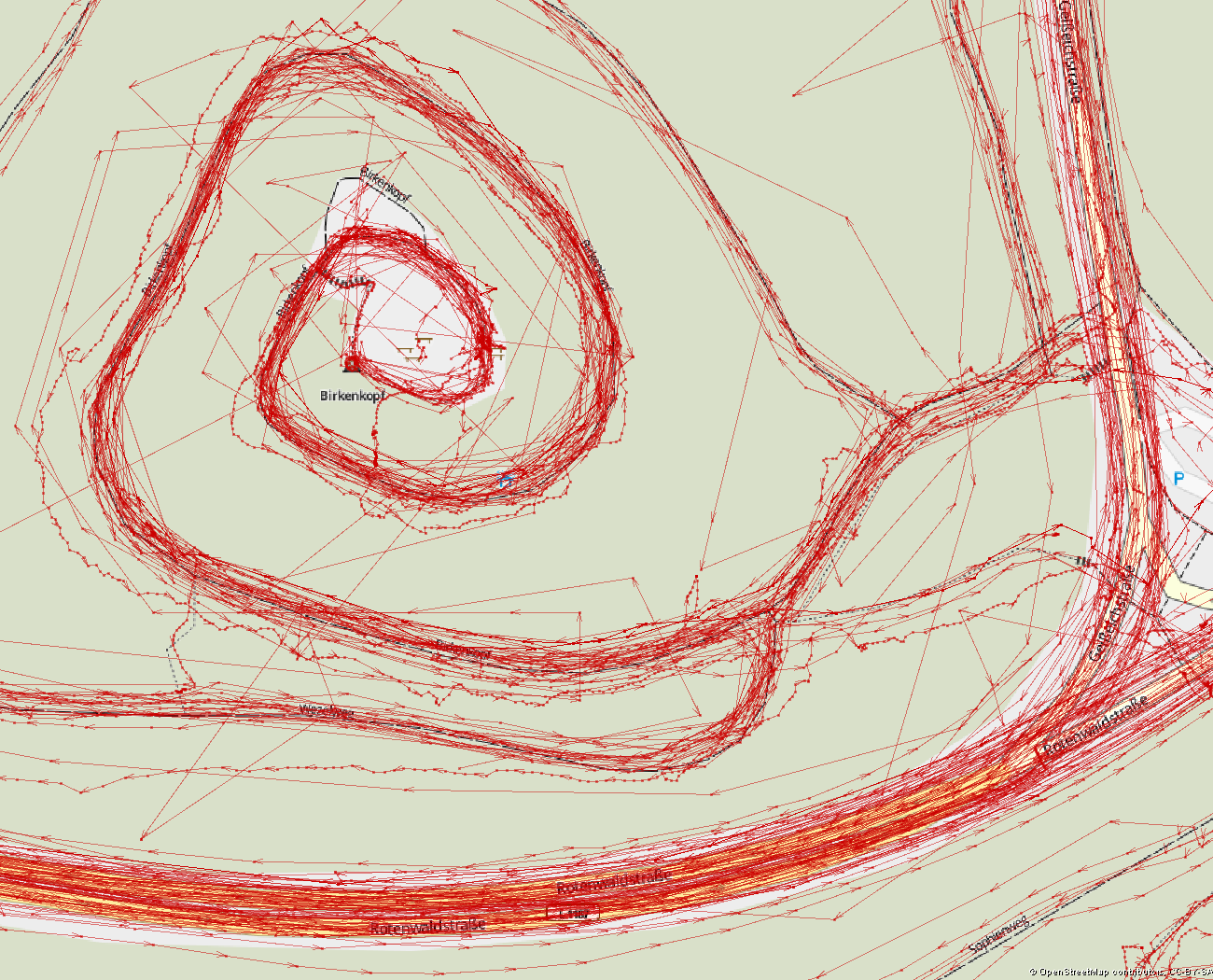
Unterschiedliche Genauigkeiten in einer Ansammlung von GPS-Spuren von OpenStreetMap

GPS-Spuren, gewonnen mit einem GPS-Empfänger durch das Aufzeichnen einer Strecke, die abgelaufen oder abgefahren wurde, fallen zum Teil bei anderen Aktivitäten nebenbei an, werden aber auch von Freiwilligen bewusst für das Kartographieren erstellt. Sie stellten in den OSM-Anfangszeiten die wichtigste Quelle für das Kartengerüst aus Wegen und Straßen dar und dienen noch, wo Luftbilder oder anderes Kartenmaterial verfügbar sind, als Referenz für dessen genaue Ausrichtung (lateraler Versatz).
Zum Aufzeichnen der GPS-Spuren eignen sich vorzugsweise GPS-Navigationsgeräte oder spezielle GPS-Datenlogger wegen ihrer guten Messgenauigkeit, aber auch Mobiltelefone mit GPS-Funktion sind verwendbar. Manche Navigationsgeräte benötigen dazu eine spezielle Software.
Auf Grund der begrenzten Genauigkeit einzelner GPS-Spuren arbeitet man am besten mit mehreren, zu unterschiedlichen Zeiten aufgezeichneten GPS-Spuren derselben Strecke. Benutzer können bei OpenStreetMap ihre eigenen Traces hochladen und anderen Benutzern zur Verfügung stellen, in vielen Editoren ist die Funktion zum Hoch- und Herunterladen von GPS-Spuren bereits integriert.
Die gewonnenen Straßenverläufe müssen anschließend noch mit ihren Metadaten wie Straßentyp und Name versehen werden. Als Quelle dafür dienen (georeferenzierte) Fotos, Audioaufnahmen, Notizen und Skizzen.

### Import
Einige Daten wurden direkt in die Datenbank importiert, diese sind teilweise hier aufgeführt. Eine vollständige und aktuelle Auflistung findet sich im Wiki von OpenStreetMap.
- Im Bereich der Vereinigten Staaten soll der TIGER-Datensatz einen Grundstock liefern. Diese vom statistischen Bundesamt der Vereinigten Staaten herausgegebenen Straßendaten von 1984 stellen eine sehr gute Grundabdeckung der Vereinigten Staaten dar. Der Import war im Januar 2008 beendet.[98]
- Das niederländische Unternehmen AND hat dem Projekt aktuelles Straßenmaterial der gesamten Niederlande sowie die wichtigsten Straßennetze aus China und Indien zur Verfügung gestellt, in der Erwartung, dass die Community dieses Material verbessert. Der Import der niederländischen Daten wurde am 5. September 2007 gestartet und Anfang Oktober 2007 abgeschlossen. Am 4. Februar 2008 wurden die Daten für Indien importiert.[99]
- Import von Daten der Kommunalverwaltung: Zum Beispiel Straßenkataster, die im Rahmen der Einführung von NKF aufgestellt wurden. Beispiele sind die Stadt Löhne und die Gemeinde Kirchlengern.
- Das Frida-Projekt stellte freie Vektordaten für Osnabrück zur Verfügung.[100]
- Viele Küstenverläufe stammen aus den von der National Geospatial-Intelligence Agency (NGA) bereitgestellten PGS-Daten (Prototype Global Shoreline Data), die aus Landsat-Aufnahmen gewonnen wurden.[101]
- Für Ländergrenzen werden die Daten aus der CIA World DataBank II (WDB) importiert.[102]
- In Österreich wurden Daten von plan.at importiert.[103]

Automatisierte Importe werden in der OpenStreetMap-Community kontrovers diskutiert und erfordern gewissenhafte Vorbereitung. Vergleiche zeigen insbesondere, dass die Community in den USA wesentlich kleiner (gemessen an Zahl der aktiven User bzw. Anteil der Objekte mit mehreren Versionen) als beispielsweise in Deutschland ist. Dies wird dem frühen TIGER-Import zugeschrieben.

### Liste mit möglichen Datenquellen
OpenStreetMap unterhält eine umfangreiche, nach Ländern und Regionen geordnete Liste mit möglichen Datenquellen. Dabei wird jeweils vermerkt, ob diese Quellen derzeit nur vorgeschlagen, geprüft oder zur Verwendung freigegeben wurden.

### Wöchentliche Nachrichten
Die OpenStreetMap-Community veröffentlicht wöchentlich die neuesten Meldungen aus dem OSM-Umfeld in mehreren Sprachen.

## Datenschutz
OpenStreetMap speichert frei verfügbare Geodaten – beispielsweise die Lage und Grundfläche eines Hauses sowie gegebenenfalls allgemeine Angaben wie Anzahl der Stockwerke oder Adresse mit Hausnummer. Die Speicherung persönlicher Daten (beispielsweise Anzahl oder Namen der Bewohner) ist nicht vorgesehen und entspricht auch nicht dem Projektrahmen. Es ist üblich, auf Privatgrundstücken über Gebäude und Zufahrt hinaus keine weiteren Details wie Rasenflächen oder Fußwege zu erfassen. Kontrolliert werden kann das allerdings nicht. Doch auch dies wären im Einzelfall Daten, die auch aus Luftbildern anderer Anbieter ersichtlich sind und damit ohnehin öffentlich zur Verfügung stehen.
Bei Bearbeitungen der OSM-Daten wird gespeichert, welcher Benutzer zu welchem Zeitpunkt die Bearbeitung vorgenommen hat. Änderungen sind also über die gesamte Projektdauer zuordenbar, Rückfragen anderer Benutzer können gezielt gestellt werden.
Externe Dienste, die auf die frei verfügbaren OSM-Geodaten zurückgreifen (beispielsweise Routenplaner), können ihrerseits selbstverständlich Benutzerdaten speichern, ohne dass OpenStreetMap darauf Einfluss oder Zugriff hätte.

## Kooperation mit Wikipedia

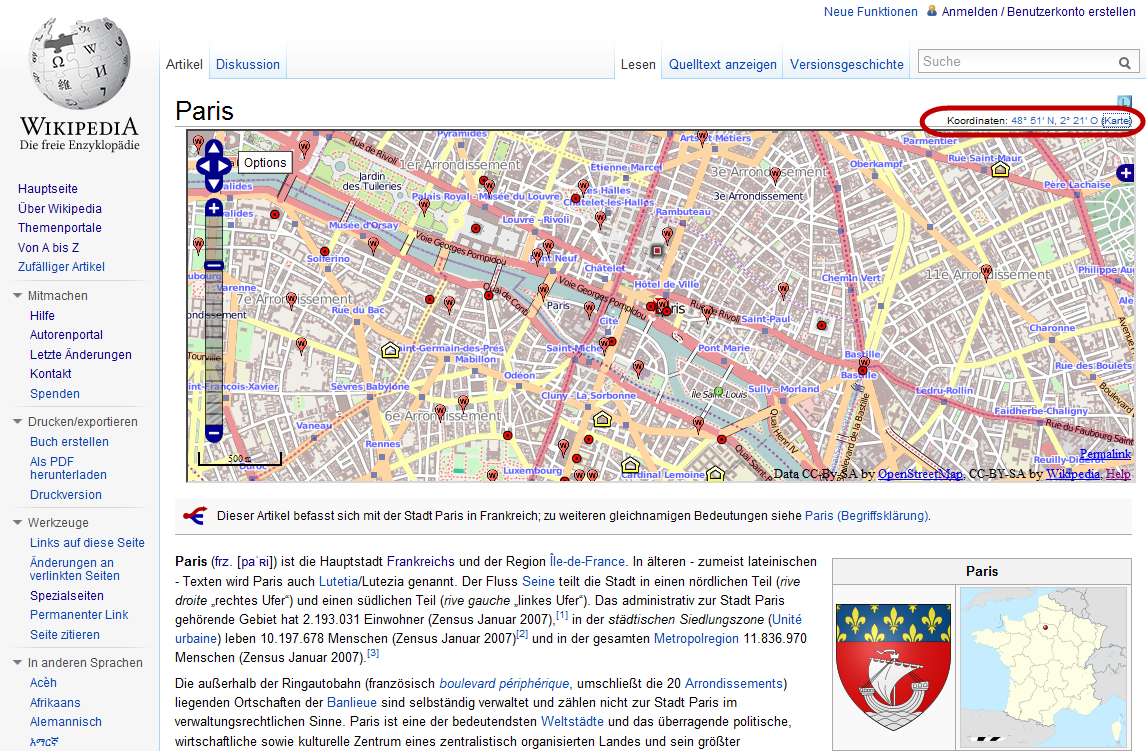
Artikel mit Karte

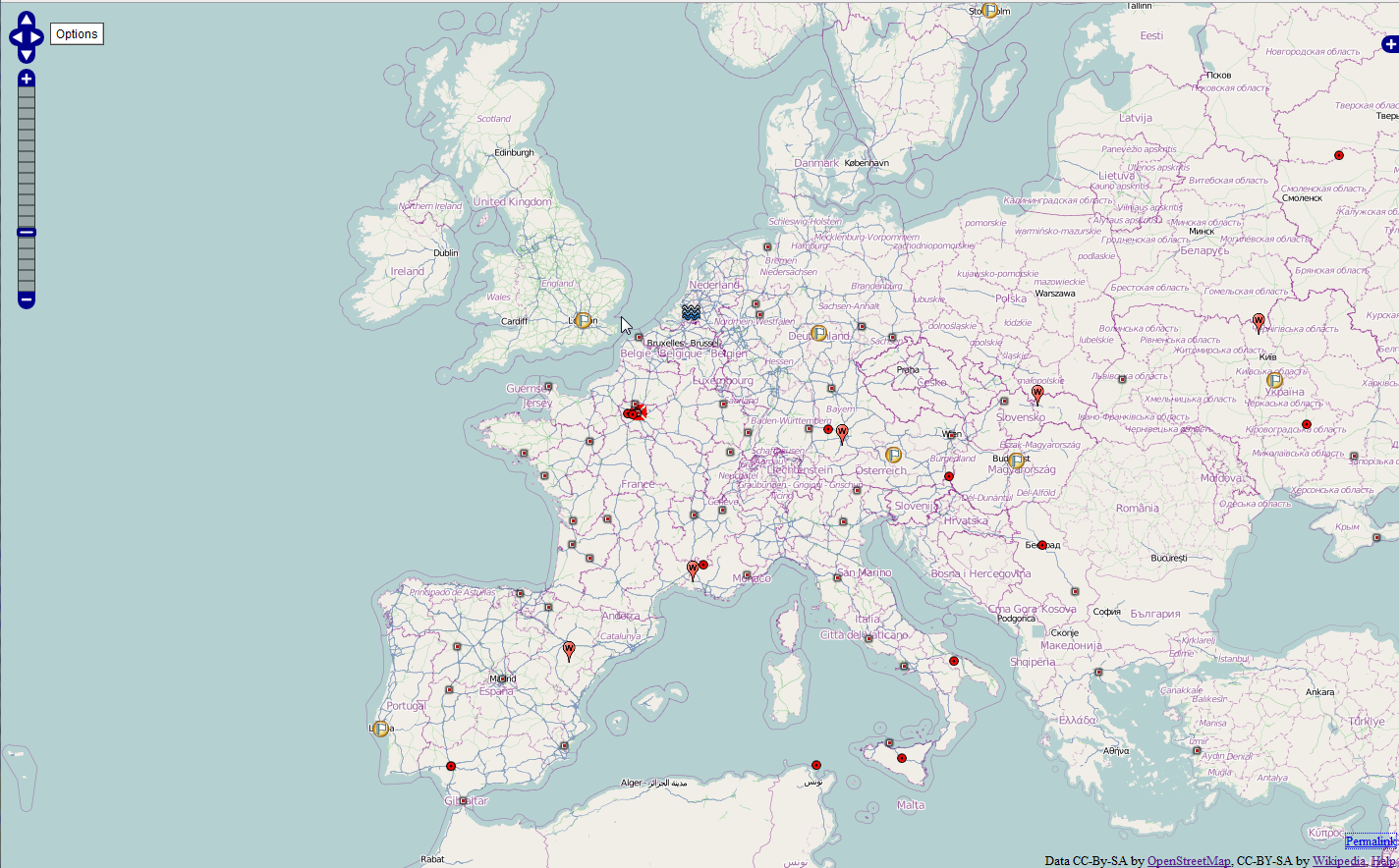
Ausschnitt aus der Weltkarte mit Anzeige von ortsbezogenen Artikeln

Wikipedia und OpenStreetMap arbeiten seit Oktober 2010 zusammen.

### Karte in jedem ortsbezogenen Artikel
In jedem ortsbezogenen Wikipedia-Artikel findet man oben rechts einen Link „Karte“. Ein Klick öffnet die OpenStreetMap-Karte und zeigt dort den Ort mit einem Marker hervorgehoben. Alle Wikipedia-Artikel „in der Nähe“ werden auf der Karte ebenfalls mit einem Marker bezeichnet. Ein Klick auf einen Marker öffnet ein Fenster, in dem ein Link zum entsprechenden Wikipedia-Artikel gezeigt wird, sowie ein Bild aus der Wikimedia-Bilderdatenbank Commons.

### Weltkarte aller Wikipedia-Artikel
Die Karte OpenStreetMap-Wikipedia zeigt weltweit georeferenzierte Wikipedia-Artikel, die in OpenStreetMap eingetragen wurden, und die zugehörigen Bilder. Je weiter man hineinzoomt, desto mehr Marker erscheinen. Ein Klick auf einen Marker öffnet ein Fenster, in dem ein Link zum entsprechenden Wikipedia-Artikel gezeigt wird, sowie ein Bild aus der Wikimedia-Bilderdatenbank „Commons“.
In der Weltkarte aller Wikipedia-Artikel können statt der Marker auch alle Bilder als Miniaturbilder angezeigt werden. Man sieht dann beispielsweise rund um das Brandenburger Tor in Berlin etwa 30 Bilder aus der Umgebung, beispielsweise die Markthalle, die Berliner Mauer, die amerikanische, französische und polnische Botschaft. Jedes Bild verlinkt wieder zum entsprechenden Wikipedia-Artikel.

### Karte mit Bildern aus Wikimedia Commons

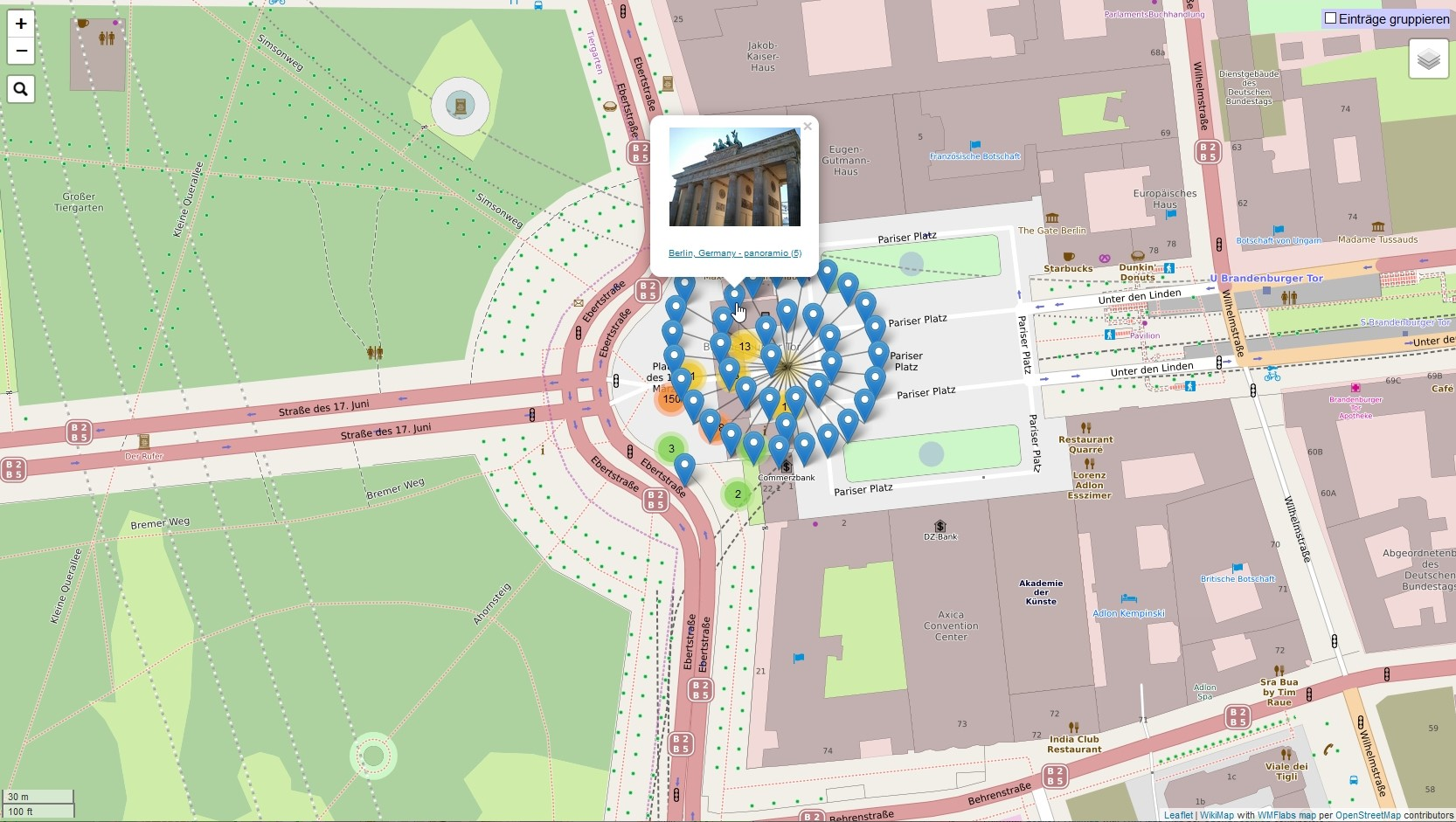
WikiMap mit Inhalten von Wikimedia Commons am Beispiel des Brandenburger Tors

Eine weitere Karte (WikiMap) stellt alle Inhalte von Wikimedia Commons dar, die mit geographischen Koordinaten versehen sind. Neben der Position wird bei Fotografien auch die Blickrichtung angezeigt, so dass man im Idealfall ein bestimmtes Objekt aus mehreren Perspektiven betrachten kann. So kann man etwa das Brandenburger Tor in Berlin von Westen oder von Osten aus betrachten, oder auch die Straße des 17. Juni vom Brandenburger Tor aus. Diese Karte ist zudem deswegen nützlich, weil Wikimedia Commons häufig deutlich mehr Inhalte enthält, als in der Wikipedia eingebunden sind. Außerdem erhält man einen geographischen Gesamtüberblick, während die Inhalte in der Wikipedia auf verschiedene Artikel verteilt sein können.

### Wikipedia-Kontext an OSM-Objekten
Während die bisherigen Beispiele OSM lediglich als Hintergrundkarte nutzen, besteht mit dem OSM-Tag wikipedia=* die umgekehrte Möglichkeit, zu einem OSM-Objekt auch den entsprechenden Wikipedia-Artikel zu verlinken. Visualisiert wird dies wiederum auf den Karten der Wikipedia-Artikel, mittels des WIWOSM-Dienstes.
Neben dem OSM-Tag wikipedia=* gibt es des Weiteren OSM-Tags zur Verlinkung von Bildern wikimedia_commons=File:* bzw. von Medien-Kategorien wikimedia_commons=Category:* von Wikimedia Commons sowie das OSM-Merkmal wikidata=* zur Verknüpfung von Wikidata-Objekten.

## Lizenzen
Die Daten des OpenStreetMap-Projekts wurden zunächst unter Creative-Commons-Attribution-ShareAlike-2.0 (CC BY-SA 2.0) lizenziert. Mit dieser Lizenz gingen jedoch auch einige Probleme einher. Beispielsweise ist in den Vereinigten Staaten nicht sicher, ob die Daten durch diese Lizenz – die allein auf dem Urheberrecht basiert – überhaupt geschützt werden konnten. Der Grundsatz facts are free könnte das verhindern. Abhilfe erhoffte man sich von einer anderen Lizenz, die sich nicht nur auf das Urheberrecht, sondern auch beispielsweise auf die Datenbankgesetzgebung stützt, weshalb schon früh die Einführung einer neuen Lizenz diskutiert wurde.
Seit September 2012 veröffentlicht die OpenStreetMap Foundation den Datenbestand unter der Open Database License (ODbL). Die Zustimmung zur Lizenzierung unter der ODbL erfolgt, indem der Beitragende die sogenannten Contributor Terms akzeptiert. Seit Mai 2010 ist dies Voraussetzung für die Erstellung eines Benutzerkontos auf der OpenStreetMap-Website. Die Besitzer von Benutzerkonten, die bereits vor diesem Datum registriert waren, wurden um nachträgliche Zustimmung gebeten; die Beiträge, für die keine Zustimmung eingeholt werden konnte, wurden im Rahmen der Lizenzumstellung bis Juli 2012 aus der Datenbank entfernt. Die aus den Daten hergestellten Kartengrafiken, die auf der Website des OpenStreetMap-Projekts angeboten werden, sind auch nach der Lizenzumstellung weiterhin unter der CC BY-SA 2.0 verfügbar.
Die ODbL besitzt eine Share-Alike-Klausel, die verlangt, dass abgeleitete Datenbanken unter derselben Lizenz stehen. Daher ist es nicht möglich, zusätzliche Daten mit restriktivem Urheberrecht mit OpenStreetMap-Daten zu verknüpfen, ohne auch die zusätzlichen Daten unter die Lizenz der OpenStreetMap zu stellen. Zum Beispiel können Geodaten, die nur zu Forschungszwecken verwendet werden dürfen (aber ansonsten geschützt sind), nicht mit OpenStreetMap-Daten vermischt werden.
Die meisten Programme zum Editieren und Umwandeln der Daten sind ebenso wie der Quellcode der OpenStreetMap-Website unter freien Softwarelizenzen erhältlich. Der Einsatz von OpenStreetMap-Daten in proprietärer Software ist aber ausdrücklich erlaubt.